# Reino de Hungría (medieval)
El reino de Hungría comenzó su historia cuando Esteban I, Gran príncipe de los húngaros, fue coronado rey en 1000/1001. El luego canonizado san Esteban inició reformas radicales para convertir el país en un estado feudal occidental, fortaleciendo la autoridad central, y en un reino cristiano apoyando a la Iglesia católica con la cristianización forzosa. Fue el primero de los 57 reyes que tendrá Hungría a lo largo de más de un milenio de existencia.
En un primer momento las guerras civiles, los levantamientos paganos y los continuos intentos del Sacro Imperio Romano por expandirse en la zona, fragmentaron la autoridad de la nueva monarquía. Resistió los ataques de tribus bárbaras de Oriente, como los cumanos y pechenegos, que fueron repelidos por los reyes Salomón, Geza I y san Ladislao I (r. 1077-1095), que finalmente logró estabilizar el reino. Rico en tierras de cultivo y en depósitos de plata, oro y sal, el reino se convirtió en el objetivo preferido de los colonos de Europa occidental. Su llegada contribuyó al desarrollo de Esztergom, Székesfehérvár y muchos otros asentamientos. Situada en la encrucijada de importantes rutas internacionales, Hungría se benefició de diferentes culturas. En su territorio se alternaron arquitecturas románica, gótica (y luego renacentista), así como obras literarias latinas, católicas, ortodoxas e incluso islámicas o no cristianas. El latín era el idioma de la legislación, la administración y la justicia, pero en Hungría coexistía un «pluralismo lingüístico» que contribuyó a la supervivencia de varios idiomas, entre ellos la gran variedad de dialectos eslavos.
Tras la muerte del rey de Croacia en 1091, Colomán (r. 1095-1116) se convirtió también en rey de Croacia y después de él, los reyes de Hungría heredaron ese título, aunque ambos reinos se mantuvieron autónomos. El reino fue dirigido en sus primeros tres siglos por la dinastía de Árpád.
El reino húngaro enfrentó al Imperio bizantino en varias oportunidades en guerras como la del rey Geza II de Hungría entre 1148 y 1155, tras la que el emperador Manuel I Comneno consiguió extender la influencia bizantina bajo el reinado de Bela III de Hungría (r. 1176-1196), hijo de Géza II. Posteriormente la debilidad de Bizancio ante los turcos hizo que, concentrado en su propia defensa contra los ejércitos otomanos, ese imperio perdiera interés en Hungría.
Entre 1217 y 1221 el reino de Hungría participó en la Quinta cruzada, encabezada personalmente por el rey Andrés II. El predominio de territorios sujetos directamente al soberano aseguró en un principio una posición preeminente de los reyes de Hungría, pero la posterior enajenación de tierras y el surgimiento de grupos de pequeños terratenientes pronto los pusieron en dificultades. Fueron esos nobles locales quienes obligaron a Andrés II a otorgar su Bula de Oro de 1222, «uno de los primeros ejemplos de limitación constitucional de un monarca europeo».
En 1241-1242 sufrió la invasión de los mongoles de Batú Kan, que arrasaron el país y diezmaron la población. Esto forzó al rey Bela IV (r. 1235-1270) a reconstruir el Estado y a crear una línea de defensa de más de 100 castillos a lo largo de la frontera oriental del reino. Se favoreció el asentamiento de grupos de cumanos y jasicos en las tierras centrales de Hungría y llegaron nuevos colonos de Moravia, Polonia y otros países vecinos. 
En 1301 murió Andrés III de Hungría, último miembro de los Árpad. Después de un corto período de interregno, cuando los señores más poderosos compitieron por el control y tras una transición caótica, ascendió al trono en 1307 Carlos I Roberto (r. 1308-1342), de la Casa de Anjou-Sicilia. El nuevo monarca restableció el entonces debilitado poder real y venció a los caudillos nobles en ese momento cada vez más poderosos. A su muerte, en 1342, tras un largo reinado, lo sucedió su hijo mayor Luis I (r. 1342-1382), que llevó al reino a su máximo apogeo, dirigiendo campañas militares contra el Gran Ducado de Lituania, el sur de Italia y otros territorios circundantes y que al heredar el trono de su tío el rey polaco, al final de su reinado se convirtió también en rey de Polonia. Se abrieron muchas minas de oro y plata y a finales del siglo XV ya representaban un tercio de la producción mundial.
Desde el reinado de Luis I el Grande los húngaros lucharon contra los turcos otomanos que realizaban incursiones invasivas en Europa. Posteriormente, el rey Segismundo de Hungría llegó a ser soberano de Polonia, de Bohemia y del Sacro Imperio Romano Germánico, siendo la figura más importante en la Europa de su tiempo y debiendo enfrentar nuevamente a los turcos. En las décadas siguientes, el talentoso comandante János Hunyadi lideró los enfrentamientos con los otomanos. Su victoria en Belgrado en 1456 estabilizó la frontera sur del reino durante casi cincuenta años.
El primer rey de Hungría sin antepasados dinásticos fue Matias Corvino (r. 1458-1490), quien dirigió varias campañas exitosas y también se convirtió en rey de Bohemia y duque de Austria utilizando su Ejército Negro. Bajo su reinado, Hungría se convirtió en la primera nación europea en adoptar el estilo renacentista italiano.
Luego los territorios del reino disminuyeron progresivamente con la expansión del Imperio otomano en el siglo XVI. El área se dividió en dos partes en 1538 de acuerdo con el Tratado de Gran Varadino y debido a la ocupación otomana en 1541, el país se dividió en tres partes: una parte central, ocupada por el Imperio otomano con el nombre de eyalato de Budin (Hungría otomana), una parte al oeste llamada Hungría Real, donde los nobles locales eligieron al futuro emperador Fernando I de Habsburgo (casado con Ana Jagellón, hermana del último rey dinástico, Luis II) como rey con la esperanza de expulsar a los turcos y recuperar el perdido reino (lo que eventualmente ocurrirá, unos 150 años más tarde), y un independiente Reino de Hungría del Este que más tarde se unió al Principado de Transilvania.

## Significado
La denominación «reino de Hungría» se utiliza para denotar la composición multiétnica de una serie de territorios en contraposición con el moderno estado húngaro, significativamente más pequeño y étnicamente más homogéneo. Con anterioridad al siglo XIX, el término «húngaro» designaba al habitante de este estado, independientemente de su etnia.
En Latín, los términos "natio Hungarica" y "Hungarus" se referían a la nobleza de este reino. Aunque la idea de Hungría (lealtad y patriotismo más allá de los orígenes étnicos) existía entre gran parte de la población de este estado, según el tratado Tripartitum, obra de István Werbőczy, solo los nobles privilegiados eran la Natio Hungarica o Hungarus, sujetos a la Sagrada Corona con independencia de su etnia.

## Visión general

El Sacro Imperio Romano Germánico a la muerte del emperador Otón (frontera de puntos y rayas).

En los cuatro siglos posteriores a su migración hacia la llanura Panónica, los Magiares evolucionaron desde una difusa confederación de tribus para llegar a crear un reino reconocido. Este reino, que sería conocido como Reino de Hungría, estaba liderado por la dinastía Árpád y estaba fuertemente vinculado con la cristiandad occidental. Finalmente, el linaje de Árpád se extinguió, y el reino de Hungría volvió a hundirse en la anarquía, donde la nobleza más poderosa luchaba por el control
Tras el fin de la dinastía Árpád, los nobles húngaros eligieron una serie de reyes extranjeros que restablecieron la autoridad real. Hungría y sus países vecinos prosperaron durante varios siglos como Europa Central, y experimentaron una etapa de paz interrumpida únicamente por los conflictos sucesorios. Pero, con el tiempo, la expansión del imperio otomano y las luchas que siguieron a la Reforma Protestante acabaron por debilitar al país, que quedó finalmente dividido entre los Otomanos y el Imperio austríaco

## Campañas magiares y la batalla de 955
Los lazos que unían a las siete tribus magiares se tornaron frágiles y quebradizos poco después de la migración. En aquel momento, Europa se había debilitado y estaba muy desunida y durante más de medio siglo los Magiares impusieron tributos en Baviera, la Gran Moravia, Italia y el Imperio bizantino y en tierras tan lejanas como los Pirineos. En el año 907, el margrave Leopoldo de Baviera organizó su ejército e intento lograr una victoria decisiva contra los Magiares. El ejército europeo estaba formado por en torno a 100.000 soldados, pero fueron derrotados por Árpád en la batalla de Brezalauspurc. En 910, los magiares derrotaron al Ejército Imperial Franco de Luis IV de Alemania cerca de Augsburgo. De 917 a 925 los magiares asaltaron Basilea, Alsacia, Borgoña, Sajonia y Provenza. En 937 saquearon Francia, llegando incluso a Reims e Italia hasta Otranto en el sur. En ocasiones como mercenarios y otras veces como saqueadores, las bandas arrasaron pueblos y ciudades y tomaron prisioneros para usarlos como mano de obra, pedir rescate o venderlos como esclavos. El emperador de Bizancio y los príncipes y monarcas europeos pagaban tributos anuales a los Magiares. En 955, sin embargo, los ejércitos del emperador Otón I del Sacro Imperio Romano Germánico destrozaron a un ejército magiar en la batalla de Lechfeld, cerca de Augsburgo. La derrota significó el final de las incursiones magiares en Europa occidental, aunque los asaltos contra el imperio bizantino se prolongaría hasta el año 970

## Los Árpádes (970-1301)

### Geza y los comienzos de la cristianización del pueblo húngaro
En la década de 970, como consecuencia de los cambios nacionales e internacionales, el más poderoso de los príncipes húngaros, Géza adoptó el Cristianismo, la fe de los vencedores, y comenzó a difundirlo por el país. Por la misma época, inició un proceso de organización del poder central. Apenas había entrado en guerra con países extranjeros durante sus 25 años de gobierno. Géza reforzó su política pacifista gracias a los matrimonios entre sus hijos y los miembros de las dinastías europeas más poderosas, con el fin de consolidar el poder magiar en la llanura panónica.
Los esfuerzos de Géza por establecer un estado estable que garantizara el trono a sus sucesores fracasaron en última instancia porque se vio obligado a compartir el territorio con otros miembros de la familia principal. El príncipe Koppány también reclamaba el trono. En el derecho húngaro de sucesión se utilizaba el sistema llamado del señorío, es decir, el derecho del hermano mayor superviviente. Koppány también exigía en matrimonio la mano de la viuda principal, Sarolta. La voluntad de Géza de que su primogénito heredara el trono chocaba frontalmente con el derecho ancestral húngaro.

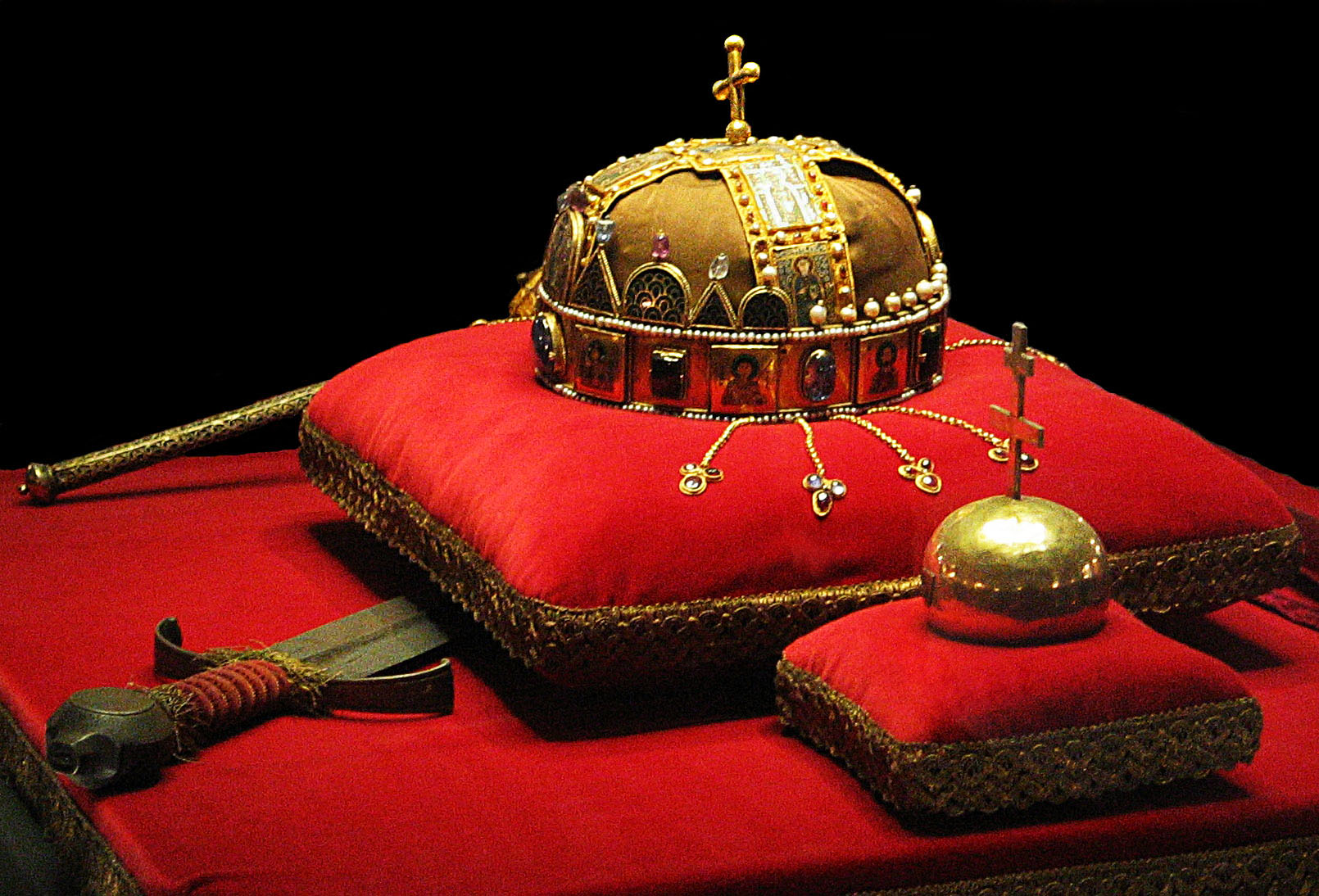
Sagrada Corona de Hungría.

En relación con su conversión al Cristianismo, surgía la gran cuestión de si Hungría debería unirse a la Iglesia Católica o a la Iglesia Ortodoxa. En un primer momento (en torno a 948), los nobles húngaros se adhirieron mayoritariamente a la Iglesia de Bizancio, ortodoxa. Sin embargo, en el otoño de 972, Adalberto de Praga fue nombrado obispo por el papa Silvestre II, con el objetivo de difundir el cristianismo occidental entre los húngaros. San Adalberto bautizó a Géza y a su familia. Su esposa, el, había sido bautizada por un obispo griego en su niñez. La decisión de adoptar este segundo bautizo fue dictada por las circunstancias. La última fase de los ataques húngaros fue dirigida contra el sureste, lo que encolerizó a los bizantinos. La abolición por parte del emperador de Bizancio de la independencia política y religiosa de Bulgaria fue un aviso a los húngaros.
La amenaza bizantina obligó al príncipe húngaro a buscar el reconocimiento político y moral del Sacro Imperio. La implantación del cristianismo occidental fue un acontecimiento cultural y político para los húngaros. Durante el reinado de Géza, finalizaron las expediciones de saqueo y a punto estuvo de lograr la consolidación de un estado independiente antes de su muerte.

## Reino de Hungría (1000-1301)
El Reino de Hungría nació en Europa Central, sucediendo al principado de Hungría, cuando Esteban I, gran príncipe de los húngaros, fue coronado rey de Hungría en 1000 o 1001. Esteban (originalmente llamado Vajk hasta que fue bautizado) era hijo del príncipe Géza y, por tanto, descendiente de Árpád; había luchado contra Koppány y en 998, con la ayuda del ducado de Baviera, lo derrotó cerca de Veszprém. Según la última tradición húngara, Esteban fue coronado con la Santa Corona de Hungría el primer día del segundo milenio en la ciudad capital de Esztergom. El papa Silvestre II le confirió el derecho a que llevara la cruz ante él, con plena autoridad administrativa sobre los obispados y las iglesias: Esteban estableció una red de 10 sedes episcopales y 2 arzobispales, y ordenó la construcción de monasterios, iglesias y catedrales. En 1006, Esteban ya había consolidado su poder al eliminar a todos los rivales que querían seguir las antiguas tradiciones paganas o querían una alianza con el Imperio bizantino cristiano de Oriente. Luego inició reformas radicales para convertir Hungría en un estado feudal occidental, completadas con la cristianización forzada. La Iglesia católica recibió un poderoso apoyo de Esteban, quien con cristianos húngaros y caballeros germanos quería un reino cristiano establecido en Europa Central. Esteban I de Hungría fue canonizado como santo católico en 1083 y santo ortodoxo en 2000. Alrededor del siglo XI, el Reino de Hungría se convirtió en un estado cristiano, y el catolicismo pasó a ser la religión estatal.
En los primeros tiempos, la lengua húngara, que formaba parte de la familia de las lenguas urálicas, se escribía en una antigua escritura rúnica. El país cambió al alfabeto latino bajo Esteban, y el latín fue el idioma oficial del país entre 1000 y 1844. Esteban siguió el modelo administrativo de los francos. Todo el territorio se dividió en condados (megyék), cada uno regido por un funcionario real llamado ispán (equivalente al título de conde, en latín: comes), más tarde főispán (en latín: supremus comes). Este funcionario representaba la autoridad del rey, administraba a sus súbditos y recaudaba los impuestos que formaban la renta nacional. Cada ispán mantenía una fuerza armada de hombres libres en su cuartel general fortificado (castrum o vár).
Después de la muerte de Esteban , se produjo un período de revueltas y conflictos por la supremacía entre la realeza y los nobles, con varias guerras civiles y levantamientos paganos. En 1051, los ejércitos del Sacro Imperio Romano intentaron conquistar Hungría, pero fueron derrotados en la montaña Vértes. Los ejércitos del Sacro Imperio Romano siguieron sufriendo derrotas; la segunda gran batalla fue en la ciudad ahora llamada Bratislava, en 1052. Antes de 1052 Pedro Orseolo, un partidario del Sacro Imperio Romano, fue derrocado por el rey Samuel Aba de Hungría.
Después de que el Gran Cisma entre el cristianismo católico, occidental, y el cristianismo ortodoxo, oriental, se formalizara en 1054, Hungría se veía a sí misma como el bastión más oriental de la civilización occidental, un juicio afirmado en el siglo XV por el papa Pío II, quien se expresó al emperador del Sacro Imperio Romano Germánico Federico III en estos términos: «Hungría es el escudo del cristianismo y el protector de la civilización occidental».
Ese período de revueltas terminó durante el reinado de Bela I (r. 1060-1063). Los cronistas húngaros elogiaron a Béla I por introducir nueva moneda, como el denario de plata, y por su benevolencia con los antiguos seguidores de su sobrino, Salomón. El segundo rey húngaro más importante, también de la dinastía Árpád, fue Ladislao I de Hungría (r. 1077-1095), quien estabilizó y fortaleció el reino. También fue canonizado como santo. Bajo su gobierno, los húngaros lucharon con éxito contra los cumanos y adquirieron partes de Croacia en 1091. Debido a una crisis dinástica en Croacia, con la ayuda de la nobleza local que apoyó su reivindicación, logró tomar rápidamente el poder en las partes del norte del reino croata (Eslavonia), ya que era un aspirante al trono debido al hecho de que su hermana estaba casada con el difunto rey croata Zvonimir, quien murió sin hijos. Sin embargo, la realeza sobre toda Croacia no se lograría hasta el reinado de su sucesor Coloman (r. 1095-1116). Con la coronación en 1102 de Coloman como «rey de Croacia y Dalmacia» en Biograd, los dos reinos de Croacia y Hungría se unieron bajo una sola corona. Aunque los términos precisos de esa relación se convirtieron en un tema de disputa en el siglo XIX, se cree que Coloman creó una especie de unión personal entre los dos reinos. La naturaleza de la relación varió a lo largo del tiempo, Croacia mantuvo un alto grado de autonomía interna en general, mientras que el poder real estaba en manos de la nobleza local. Las historiografías modernas de Croacia y Hungría consideran principalmente las relaciones entre el Reino de Croacia (1102-1526) y el Reino de Hungría desde 1102 como una forma de unión personal, es decir, que estaban conectados por un rey común. Además, uno de los más grandes juristas y estadistas húngaros del siglo XVI, István Werbőczy en su obra Tripartitum trata a Croacia como un reino separado de Hungría.
Los sucesores de Ladislao y de Coloman, especialmente Béla II (r. 1131-1141), Béla III (r. 1176-1196), Andrés II (r. 1205-1235) y Béla IV (r. 1235-1270), continuaron esa política de expansión hacia la península de los Balcanes y las tierras al este de los montes Cárpatos, transformando su reino en una de las mayores potencias de la Europa medieval.
Rica en tierras no cultivadas, yacimientos de plata, oro y sal, Hungría se convirtió en el destino preferido de colonos principalmente germanos, italianos y franceses. Esos inmigrantes eran en su mayoría campesinos que se asentaron en aldeas, aunque también llegaron artesanos y comerciantes, que establecieron la mayoría de las ciudades del Reino. Su llegada tuvo un papel clave en la configuración de un estilo de vida, hábitos y cultura urbanos en la Hungría medieval. La ubicación del reino en el cruce de rutas comerciales internacionales favoreció la convivencia de varias culturas. Los edificios románicos, góticos y renacentistas y las obras literarias escritas en latín demuestran el carácter predominantemente católico de la cultura, pero también existían comunidades minoritarias étnicas ortodoxas e incluso no cristianas. El latín era el idioma de la legislación, la administración y la justicia, pero el "pluralismo lingüístico" contribuyó a la supervivencia de muchas lenguas, incluida una gran variedad de dialectos eslavos. Una parte significativa del vocabulario húngaro para la agricultura, la religión y el estado se tomó de las lenguas eslavas.
El predominio de las propiedades reales aseguró inicialmente la posición preeminente del soberano, pero la enajenación de las tierras reales dio lugar al surgimiento de un grupo autoconsciente de terratenientes menores, conocidos como "sirvientes reales". Obligaron a Andrés II a emitir su Bula de Oro de 1222, que establecía los principios del derecho y es considerada como «uno de los primeros ejemplos de límites constitucionales que se imponen a los poderes de un monarca europeo» (Francis Fukuyama). Equivalente húngaro de la Carta Magna de Inglaterra, la que todos los reyes húngaros tenían que jurar a partir de entonces, tenía un doble propósito que limitaba el poder real. Por un lado, reafirmó los derechos de los nobles menores de las antiguas y nuevas clases de servidores reales (servientes regis) contra la corona y los magnates. Por otro lado, defendió los derechos de toda la nación frente a la corona restringiendo los poderes de esta última en ciertos campos y haciendo legal la negativa a obedecer sus mandatos ilícitos/inconstitucionales (el ius resistendi). Los nobles menores también comenzaron a presentarle agravios a Andrés, una práctica que evolucionó hasta convertirse en la institución del parlamento o Dieta. Hungría se convirtió en el primer país en el que un parlamento tenía supremacía sobre la realeza [cita requerida]. La ideología jurídica más importante fue la Doctrina de la Santa Corona. El principio más importante de la Doctrina era la creencia de que la soberanía pertenecía a la nación noble (representada por la Santa Corona). Los miembros de la Santa Corona eran los ciudadanos de las tierras de la Corona, y ningún ciudadano podía alcanzar el poder absoluto sobre los demás. La nación compartiría solo algo de poder político con el gobernante. En 1224, emitió el Diploma Andreanum, que unificó y aseguró los privilegios especiales de los sajones de Transilvania.
El reino recibió un duro golpe con la invasión mongola de 1241-1242. Mientras las primeras batallas menores con las destacamentos de vanguardia de Subutai terminaron en aparentes victorias húngaras, los mongoles finalmente destruyeron los ejércitos combinados húngaros y cumanos en la batalla de Mohi y arrasaron el país. En 1242, después del final de la invasión mongola, Béla IV de Hungría (r. 1235-1270) erigió numerosas fortalezas para defenderse de una futura invasión y permitió que grupos de cumanos y yásicos se establecieron en las tierras bajas centrales y que llegaron nuevos colonos desde Moravia, Polonia y otros países cercanos. En agradecimiento, los húngaros lo aclamaron como el "segundo fundador de la patria", y el reino húngaro volvió a convertirse en una fuerza considerable en Europa. En 1260 Béla IV perdió la Guerra de Sucesión de Babenberg, su ejército fue derrotado en la batalla de Kressenbrunn por las fuerzas unidas de Bohemia. Sin embargo, en 1278 Ladislao IV de Hungría (r. 1272-1290) y las tropas austriacas destruyeron por completo al ejército bohemio en la batalla de Marchfeld.

### Reinado de Esteban I (1000-1038)
Esteban fue coronado como el primer rey de Hungría el 25 de diciembre de 1000 o el 1 de enero de 1001. La coronación convertía a Hungría en un estado de pleno derecho dentro de Occidente, independiente tanto del Sacro Imperio Romano como del Imperio bizantino. También confería a Esteban un poder absoluto, que utilizó para fortalecer el poder de la Iglesia católica en Hungría. Consolidó su gobierno gracias a una serie de guerras contra otros jefes de clanes rivales semiindependientes —incluidos los Atjonia, en el sur de Hungría, cerca del río Mureş (Maros) y su tío materno, Gyula de Transilvania—, a los que asesinó o expulsó, confiscando sus tierras. Demostró la fuerza militar de su reino cuando repelió una invasión de Conrado II, emperador del Sacro Imperio Romano Germánico, en 1030. Pantanos, otros obstáculos naturales y barricadas de piedra, tierra o madera proporcionaron defensa en las fronteras del reino. Una amplia zona conocida como gyepü fue dejada intencionalmente deshabitada con fines defensivos a lo largo de las fronteras. La mayoría de las fortalezas medievales tempranas de Hungría estaban hechas de tierra y madera.
El reino estaba integrado por las tierras de la Corona —patrimonio del rey Esteban, formadas por las tierras confiscadas a los nobles desleales, las conquistadas en la guerra, o las desocupadas—, las tierras de los clanes —pertenecientes a la nobleza, que podía dejarlas en herencia a otros miembros de la familia o a la iglesia; si un noble moría sin heredero, sus tierras revertían en el clan— y las antiguas tierras de la Corona, las propiedades concedidas a la iglesia o a particulares por el rey.
Las opiniones de Esteban I sobre la administración estatal se resumieron alrededor de 1015 en un trabajo conocido como Admoniciones. Afirmando que «el país que tiene un solo idioma y una costumbre es débil y frágil», enfatizó las ventajas de la llegada de extranjeros o "invitados". Esteban I desarrolló un estado similar a las monarquías de la Europa occidental contemporáneas. Los condados, las unidades básicas de administración a imagen del modelo franco, eran distritos organizados alrededor de fortalezas y encabezados por funcionarios reales nombrado por el rey conocidos como ispáns o condes. Esteban I fundó varias diócesis y al menos un arzobispado —Esztergom—, donó tierras para el establecimiento de obispados y estableció monasterios benedictinos. Prescribió que cada décima aldea debía construir una iglesia parroquial. Las primeras iglesias del siglo X eran simples construcciones de madera, pero la basílica real de Székesfehérvár ya fue construida en piedra según el estilo románico. Las leyes de Esteban I tenían como objetivo la adopción, incluso por la fuerza, de una forma de vida cristiana. Protegió especialmente el matrimonio cristiano contra la poligamia y otras costumbres tradicionales. Decretó el matrimonio obligatorio para aquellos que no fueran clérigos y prohibió los matrimonios entre cristianos y paganos. Los monjes extranjeros que llegaron al país trabajaron como profesores, e introdujeron métodos agrarios occidentales. Aunque al principio se utilizaba un alfabeto húngaro para poner por escrito los textos, el país acabó adoptando el alfabeto latino. Entre los años 1000 y 1844, el latín fue la lengua oficial del país. También desaparecieron los cinturones decorados y otros artículos de moda pagana. Los plebeyos comenzaron a usar abrigos largos de lana, pero los hombres ricos persistieron con sus kaftanes de seda decorados con pieles.
Desde una perspectiva legal, la sociedad húngara estaba dividida en hombres libres y siervos, pero también había grupos intermedios. Todos los hombres libres tenían capacidad legal para poseer propiedades, demandar y ser demandado. La mayoría de ellos estaban vinculados al monarca o a un terrateniente más rico, y solo los "invitados" podían moverse libremente. Entre los hombres libres que vivían en las tierras adscritas a una fortaleza, los «guerreros del castillo» —terratenientes obligados a prestar servicios militares— servían en el ejército, y la «gente del castillo» —obligados a proporcionar servicios bien especificados— cultivaban las tierras, forjaban armas o prestaban otros servicios. Todos los hombres libres debían pagar un impuesto especial, los «centavos de los hombres libres» a los monarcas. Con un estatus intermedio entre hombres libres y siervos, los campesinos conocidos como udvornici estaban exentos de ese tributo. Teóricamente, los siervos carecían del estatus legal disponible para los hombres libres, pero en la práctica tenían sus propias propiedades: cultivaban la tierra de sus amos con sus propias herramientas y se quedaban entre el 50% (mitad) y el 66% (2/3) de la cosecha para ellos.
Los nobles descendían por línea paterna de los magiares que habían llegado a la llanura panónica o habían recibido un nombramiento real. Solo ellos podían desempeñar cargos públicos o presentar quejas al rey. Pagaban diezmos y debían prestar servicios militares a la corona, pero estaban exentos de impuestos. Las personas no libres —que no tenían representación política— eran esclavos, libertos, inmigrantes o nobles despojados de sus privilegios. La gran mayoría eran siervos que pagaban impuestos al rey y entregaban una parte de su cosecha a la nobleza por el uso de sus tierras. Los siervos dependían directamente del rey, lo que limitaba el poder de los nobles.
Las leyes y estatutos de Esteban I sugieren que la mayoría de los plebeyos vivían en comunidades sedentarias que formaban aldeas. Una aldea promedio estaba formada por no más de 40 chozas de madera semi-hundidas con un hogar en la esquina. Muchas de las aldeas recibieron el nombre de una profesión, lo que implica que los aldeanos estaban obligados a prestar un servicio específico a sus señores.

Si algún guerrero degradado por la lascivia secuestra a una niña para que sea su esposa sin el consentimiento de sus padres, decretamos que la niña debe ser devuelta a sus padres, incluso si él le hizo algo por la fuerza, y el secuestrador pagará diez novillos por el secuestro, aunque después pudieran haber hecho las paces con los padres de la niña.
If any warrior debased by lewdness abducts a girl to be his wife without the consent of her parents, we decreed that the girl should be returned to her parents, even if he did anything by force to her, and the abductor shall pay ten steers for the abduction, although he may afterwards have made peace with the girl's parents.
Libro uno de las leyes del rey Esteban I

### Revueltas paganas, guerras y consolidación (1038-1116)
Esteban I sobrevivió a su hijo Emerico (muerto joven durante una cacería de jabalíes y canonizado en 1083), lo que provocó una crisis de cuatro décadas. Esteban consideraba a su primo Vazul inadecuado para el trono y nombró al hijo de su propia hermana, el veneciano Pedro Orseolo, como su heredero, lo cual no fue bien visto por los nobles húngaros. Después de que Vazul fuera cegado y sus tres hijos fueran expulsados, Pedro sucedió a su tío sin oposición en 1038. El primer reinado de Pedro Orseolo (r. 1038-1041) fue complicado y tormentoso: su preferencia por los cortesanos extranjeros y la intención de hacerse vasallo del emperador germánico a cambio de su protección, llevó a una rebelión, que terminó con su deposición a favor de un señor nativo, Samuel Aba, que estaba relacionado con la familia real. El reinado de Aba duró hasta 1044 y se caracterizó por el caos interno y el repudio de los nobles que habían apoyado a Orseolo: más de medio centenar fueron ajusticiados. Muchos, como el obispo san Gerardo Sagredo, criticaron las acciones del nuevo rey y vieron de buena gana un posible regreso al trono de Pedro Orseolo, quien previamente no les agradaba.
Apoyado por el emperador Enrique III, Pedro Orseolo regresó y derrotó a Samuel Aba en la batalla de Ménfő en 1044, victoria que le permitió recuperar el trono. Durante su segundo gobierno (r. 1044-1046), aceptó la suzeranía del emperador. Su gobierno terminó con una nueva rebelión, la Revuelta de Vata, en esta ocasión dirigida a la restauración del paganismo. El caos se extendió por todo el reino: los paganos arremetieron contra Pedro y el cristianismo aunque hubo muchos señores disconformes con Orseolo que se opusieron a la destrucción de la monarquía cristiana. Propusieron que la corona fuera para Andrés (r. 1046-1060), uno de los hijos de Vazul y primo de san Esteban, que regresó a Hungría y tras varios enfrentamientos en los que obtuvo la victoria, se hizo con el poder en 1046. Su cooperación con su hermano, Béla, un talentoso comandante militar, aseguró la victoria de los húngaros sobre el emperador Enrique III, que intentó conquistar el reino dos veces: en 1051 (derrota en el monte Vértes) y en 1052 (derrota en Pozsony). El peligro de que Hungría se sometiese a vasallaje del imperio se esfumó. Si bien Andrés se había coligado con los paganos guiados por Vata para obtener el trono de Hungría, asegurándoles que se aferraría a la antigua fe, después de la victoria y durante su reinado mantuvo relaciones muy estrechas con la Iglesia y promovió el cristianismo en Hungría.
Andrés deseaba que le sucediese su joven hijo Salomón, que no había alcanzado aún la edad adecuada para gobernar, y por ello ordenó su coronación en 1057 o 1058 ya que era una condición fundamental para su matrimonio con Judit, hermana de Enrique IV, rey de Alemania. Su compromiso puso fin a más de diez años de conflicto armado entre Hungría y el Sacro Imperio Romano Germánico. Sin embargo, la coronación del niño Salomón provocó a su tío Bela, que pretendía suceder a su hermano de conformidad con el principio tradicional de antigüedad. Bela, con la ayuda del duque polaco Boleslao «el Temerario» resultó vencedor en la guerra civil subsiguiente, en la que el Andrés fue herido de muerte en una batalla. Salomón y su madre huyeron al Sacro Imperio y se establecieron en Melk (Austria).
Bela I apenas ocupó el trono durante tres años. En el verano de 1063, la asamblea de príncipes alemanes decidió invadir Hungría para restaurar a Salomón. Bela falleció el 11 de septiembre en un accidente cuando el respaldo de su trono de madera se desprendió y le cayó encima, antes de que llegara el ejército imperial. Sus tres hijos, Geza, Ladislao y Lampert escaparon hacia Polonia.
Tanto el rey como sus primos cooperaron estrechamente en el período comprendido entre 1064 y 1071. Los príncipes lucharon al lado del joven rey contra las invasiones de tribus asiáticas (los pechenegos y los cumanos que habían saqueado Transilvania en 1068,) pero nuevamente el conflicto de poder en la familia real provocó una nueva guerra civil en 1071. Los primos derrotaron a Salomón en la batalla de Mogyoród en 1074, debiendo huir y conservando solo la zona de Moson y el cercano Presburgo (ahora Bratislava, en Eslovaquia). Otras regiones del reino reconocieron como su soberano a Géza I, que reinó durante tres años, igual que su difunto padre. Tuvo fama de ser un rey sumamente religioso y justo, al contrario que Salomón. Tras su muerte, el rey san Ladislao fue coronado en 1077.

#### La Hungría de san Ladislao (1077-1095)
Los conflictos con Salomón continuaron hasta la abdicación definitiva de este en 1080 o 1081 a favor Ladislao, al que econoció rey a cambio de «ingresos suficientes para soportar los gastos de un rey».
Ladislao, apodado el «rey caballero» (y santificado el 27 de junio de 1192), sería conocido por los húngaros medievales a lo largo de su vida, antes y durante su reinado, como un caballero excelso y una persona profundamente religiosa. Son numerosas leyendas —en las que rescata a damiselas y vence a enemigos imposibles— que surgieron en vida del rey y tras su muerte; en ellas se le describe como un hombre de alta estatura y gran fuerza, de noble carácter y gran religiosidad.
Ladislao heredó una Hungría devastada por las luchas internas y asolada por las invasiones bárbaras provenientes de Asia. Ante los ataques de los cumanos y los pechenegos, las poblaciones rurales húngaras se habían puesto en movimiento retomando su estilo de vida seminómada y, con la crisis, comenzaron a robar a los señores húngaros y a la Iglesia. Ante esta situación, Ladislao I aprobó leyes sumamente rigurosas, con penas que disponían azotes, la pérdida de extremidades o la muerte. A lo largo de su vida promulgó tres códigos — el primero con veintinueve decretos, el segundo con dieciocho y el tercero con cuarenta y dos—, con los que logró contener la crisis del reino y llevar nuevamente a los húngaros por el camino del cristianismo. Sus leyes también regularon el pago de losderechos de aduana, de los peajes pagaderos en ferias y vados, y de los diezmos. Prohibió a los judíos retener a siervos cristianos e introdujo leyes destinadas a la conversión de los musulmanes locales, conocidos como Böszörménys —o ismaelitas o szerecsen ("sarracenos"), los musulmanes que vivieron en el reino de Hungría en los siglos X y XIII—.

Nadie podrá comprar ni vender excepto en el mercado. Si, en violación de esto, alguien compra propiedad robada, todos perecerán: el comprador, el vendedor y los testigos. Sin embargo, si acordaron vender algo de su propiedad, perderán esa cosa y su precio, y los testigos también perderán la misma cantidad. Pero si el trato se realizó en el mercado, y el acuerdo se concluiyó frente a un juez, un cobrador de peajes y testigos, y si los bienes comprados luego parecen haber sido robados, el comprador escapará de la pena...
No one shall buy or sell except in the market. If, in violation of this anyone buys stolen property, everyone shall perish: the buyer, the seller, and the witnesses. If, however, they agreed to sell something of their own, they shall lose that thing and its price, and the witnesses shall lose as much too. But if the deal was made in the market, and agreement shall be concluded in front of a judge, a toll-gatherer, and witnesses, and if the purchased goods later appear to be stolen, the buyer shall escape penalty ...
Libro segundo de las leyes del rey Ladislao I

Durante la Querella de las Investiduras, Ladislao permaneció siempre del lado del papa Gregorio VII, puesto que precisamente el emperador alemán Enrique IV había sido el que había protegido a Salomón e intentado someter a vasallaje al reino húngaro. Ladislao había tomado por esposa a la princesa Adelaida, hija del príncipe de Suabia, aliado del papa y opositor directo de Enrique IV, es decir, marcó claramente su posición ante tal conflicto del que no resultó afectado directamente.
En el año 1083 san Ladislao obtuvo del papa Gregorio VII la santificación de san Esteban, san Emérico, san Gerardo Sagredo y otros dos religiosos húngaros. En honor a la celebración y como demostración de buena fe, Ladislao liberó a su primo y anterior rey, Salomón, de la prisión de Visegrád, después de que este hubiese intentado dos veces atentar contra la vida del rey santo. Salomón intentó posteriormente atentar nuevamente contra Ladislao, pero tras fallar finalmente murió en el olvido.
La muerte del cuñado de Ladislao, el rey Zvonimir de Croacia que no tuvo hijos, en 1089 o 1090 le dio la oportunidad de reclamar Croacia para sí mismo. La hermana de Ladislao, Helena de Rascia, que era la viuda del difunto monarca, y varios nobles (principalmente del norte de Croacia) apoyaron la reivindicación de Ladislao. Sus tropas ocuparon las tierras bajas, pero un pretendiente nativo, Petar Svačić, resistió en los montes Petrova. Sin embargo, Croacia y Hungría permanecieron estrechamente conectadas durante más de nueve siglos. Ladislao I colocó como regente del reino a su sobrino, Álmos, hijo del fallecido rey Géza I. Croacia fue parte de la Corona húngara hasta 1919, al final de la I Guerra Mundial.
San Ladislao murió en 1095 sin heredero varón, ya que solo tuvo hijas. Antes de fallecer se aseguró de que fuese nombrado heredero su sobrino Colomán, hijo de Géza I. Aunque era un hijo menor, Álmos también se vio favorecido frente a su hermano, Coloman, cuando el rey pensaba en su sucesión. Aun así, Coloman sucedió a su tío en 1095, mientras que Álmos recibió un ducado separado —territorios gobernados ocasionalmente por separado del reino por miembros (duques) de la dinastía Árpád— bajo la suzeranía de su hermano. Durante todo el reinado de Coloman, la relación de los hermanos se mantuvo tensa, lo que finalmente llevó al cegamiento de Álmos y de su pequeño hijo.

#### Coloman, elBibliófilo(1095-1116)
Tras la muerte de san Ladislao, se sucedieron las disputas entre el príncipe Álmos y el rey Colomán el Bibliófilo (r. 1095-1116) , al que se había educado para ser clérigo y no rey. Por otra parte, Álmos había recibido adiestramiento militar y durante un tiempo había sido designado regente de Croacia por su tío, pero la decisión en el último momento de Ladislao de designar heredero a Colomán lo cambió todo. En 1097 Colomán dirigió sus tropas en la batalla de la montaña Gvozd, donde reconquistó los territorios croatas y volvió a colocar a su hermano, el príncipe Álmos, como gobernador de ellos.
Sin embargo, Álmos prosiguió el incesante acoso de Colomán, hasta que finalmente fue capturado y cegado con una barra de acero incandescente en 1113, por orden del rey. El cegar al adversario era la única manera en la época de incapacitarlo para reinar sin tener que matarlo. No solamente el príncipe Álmos fue cegado, sino también su joven hijo Béla, quien posteriormente reinará como Béla II de Hungría.
Coloman publicó su más famosa ley medio siglo antes que otros gobiernos: De strigis vero quae non sunt, nulla amplius quaestio fiat [En cuanto al tema de las brujas, tales cosas no existen, por lo que no se realizarán más investigaciones ni juicios].
Coloman derrotó a dos bandas de cruzados (los perpetradores de las masacres de Renania) que saqueaban las fronteras occidentales y derrotó a Petar Svačić en Croacia. Los Pacta conventa de finales del siglo XIV afirman que Coloman fue coronado rey de Croacia después de concluir un acuerdo con doce nobles locales. Aunque lo más probable es que sean una falsificación, el documento refleja la situación real de Croacia propiamente dicha, que nunca se incorporó a Hungría. En contraste, la región conocida como Eslavonia, entre los montes Petrova y el río Drava, se conectó estrechamente con Hungría. Aquí muchos nobles húngaros recibieron concesiones de tierras de los monarcas Zadar, Split y otras ciudades dálmatas también aceptaron la soberanía de Coloman en 1105, pero conservaron su derecho a elegir a sus propios obispos y líderes. En Croacia y Eslavonia, el soberano estaba representado por gobernadores que llevaban el título ban. Asimismo, un funcionario real, el voivoda, administraba Transilvania, la zona fronteriza oriental del reino.
Como Ladislao I, Coloman demostró ser un gran legislador, pero prescribió castigos menos severos que los que había impuesto su tío. Ordenó que las transacciones entre cristianos y judíos se pusieran por escrito. Sus leyes concernientes a sus súbditos musulmanes apuntaban a su conversión, por ejemplo, obligándolos a casar a sus hijas con cristianos. La presencia de comerciantes judíos y musulmanes en el reino se debió a su papel como cruce de rutas comerciales que conducían a Constantinopla, Ratisbona y Kiev. También existía el comercio local, que permitía a Coloman cobrar la marturina, el tradicional impuesto en especie de Eslavonia, en efectivo.

### Colonización y expansión (1116-1196)
Esteban II (r. 1116-1131) sucedió a su padre Colomán en 1116 y su reinado se caracterizó por las guerras fallidas contra la República de Venecia, el Imperio bizantino y otros estados vecinos. La primera mención de los sículos (székelys) está relacionada con la primera guerra del joven rey contra el ducado de Bohemia. Los sículos de habla húngara vivían en comunidades dispersas a lo largo de las fronteras, pero luego esos grupos se trasladaron a las regiones más orientales de Transilvania en el siglo XII. Al no tener hijos y preocupado de que no hubiese más miembros vivos de la casa de Árpad, cuando se enteró de que su sobrino ciego Béla aún permanecía con vida oculto en un monasterio, lo hizo llamar inmediatamente. Esteban II murió finalmente sin hijos en 1131 y Béla II el Ciego (r. 1131-1141) fue coronado rey de Hungría. Durante el reinado del cegado Béla II, el reino fue administrado por su esposa, Helena de Rascia, que ordenó la masacre de los señores que se habían opuesto al gobierno de su marido. Boris Kolomanović, un supuesto hijo del rey Coloman, que intentó arrebatarle el trono a Béla II, no recibió apoyo interno.
El hijo de Béla II, Géza II (r. 1141-1162), que ascendió al trono en 1141, adoptó una política exterior activa. Apoyó a Uroš II de Serbia contra el emperador bizantino Manuel I Komnenos. Promovió la colonización de las zonas fronterizas e invitados flamencos, alemanes, italianos y valones llegaron en gran número y se establecieron en la región de Szepesség (Spiš, Eslovaquia) y en el sur de Transilvania. Géza incluso reclutó guerreros musulmanes en las estepas pónticas para servir en su ejército. Abu Hamid, un viajero musulmán de al-Ándalus que conoció el reino, se refiere a montañas que «contienen gran cantidad de plata y oro», lo que apunta a la importancia de la minería y el bateo de oro ya alrededor de 1150.

Si alguien del rango de conde ha ofendido al rey, incluso en un asunto trivial, o, como a veces sucede, ha sido acusado injustamente de ello, un emisario de la corte, aunque sea de muy baja posición y desatendido, lo apresará en medio de su séquito, lo encadenará y lo arrastrará a diversas formas de castigo. No se pide una sentencia formal al príncipe a través de sus pares... no se le concede al acusado ninguna oportunidad de defenderse, pero todos consideran suficiente la voluntad del príncipe.
Gesta Friderici imperatoris, de Otón de Frisinga

Geza II fundó en 1150 la Orden de San Esteban de Hungría, una orden de caballería hospitalaria que operó en Hungría y en Tierra Santa protegiendo a los peregrinos.
A lo largo de su reinado Esteban III sostuvo incontables disputas con el emperador bizantino Manuel I Comneno, con quien finalmente firmó un tratado de paz en 1164, debiendo cederle Dalmacia y la región de Szeréms ég (Srem, Serbia) en 1165. Esteban envió a su hermano menor, el príncipe Béla, a Constantinopla como acto de buena fe. Ahí Béla sería educado según las costumbres greco-romanas y tomaría por esposa a la princesa María, sobrina del emperador. Esteban III dio ejemplo para el desarrollo de las ciudades concediendo libertades a los "huéspedes" valones en Székesfehérvár, incluida la inmunidad de jurisdicción del ispán local.
Después de la muerte de Géza II se produjeron conflictos familiares en los que sus hermanos reclamaron la corona para sí mismos; Ladislao II lucharía contra su otro hermano Esteban IV y también contra el hijo mayor de Géza II (y sobrino de los anteriores), Esteban III, produciéndose un conflicto denominado de los antirreyes. Ladislao II y Esteban IV habían sido apoyados por el emperador romano germánico y gobernaron durante escasos meses. Esteban III, finalmente apoyado por el emperador del Sacro Imperio Germánico, fue el que prevaleció al final y fue coronado en 1162 y reinó hasta su muerte en 1172.

#### La influencia del imperio bizantino en Hungría: Béla III (1172-1196)
Cuando Esteban III murió sin hijos en 1172, su hermano, el príncipe Béla regresó a Hungría, siendo coronado como Béla III (r. 1172-1196). Tras su retorno, trajo consigo costumbres greco-romanas como el registro escrito de las transacciones y los procedimientos judiciales, lo que fundamenta los informes de las crónicas húngaras posteriores de su orden sobre el uso obligatorio de peticiones escritas. Los terratenientes también empezaron a poner por escrito sus transacciones, lo que provocó la aparición de los llamados "lugares de autenticación", como capítulos catedralicios y monasterios autorizados para emitir escrituras. Su aparición también evidencia el empleo de un personal educado. De hecho, los estudiantes del reino estudiaron en las universidades de París, Oxford, Bolonia y Padua desde la década de 1150. Igualmente fue Béla III quien llevó la cruz doble ortodoxa romana a Hungría y la haría formar parte de los escudos. 
Después de las derrotas sufridas por su hermano mayor, Bela III consiguió frenar la hegemonía bizantina en los Balcanes y recuperó los territorios de Croacia y Dalmacia en la década de 1180 , al tener a su favor al emperador bizantino. Si bien Bela creció en el imperio bizantino, Hungría no se vio afectada por la cultura greco-romana. Al contrario, durante esa época floreció la cultura francesa y los lazos entre los dos reinos se estrecharon cada vez más. Su primera esposa era de una familia francesa, y su segunda esposa fue la hija del fallecido rey Luis VII de Francia. De esta forma en los sellos reales Bela aparece con vestimenta francesa y no con romana, y los rasgos caballerescos, artísticos, así como las órdenes religiosas preponderantes en el país estuvieron en estrecha relación con el reino franco. Construyó un amplio palacio en la ciudad de Esztergom en estilo gótico temprano. y otras edificaciones en Székesfehérvár y Óbuda. 
A su período de gobierno se le adjudica la escritura de la Gesta Hungarorum, o Hechos de los húngaros, cuyo autor anónimo pasaría a la historia bajo este seudónimo después de firmar solamente con "P. dictus magister". (según algunos académicos, el autor sería el notario de Béla III.) Esta crónica sería el primer escrito sobre la historia de los húngaros, la «toma de tierras», , desde luego escrito en latín. Aquiles y otros nombres conocidos de la Poema de Troya y del Romance de Alejandro (dos obras emblemáticas de la cultura caballeresca) también fueron populares entre los aristócratas húngaros.
En 1189 se organizó la Tercera Cruzada, y el emperador Federico I Barbarroja atravesó el reino húngaro vía Tierra Santa. En su estadía le pidió asistencia al príncipe Géza, hermano del rey Béla III. De esta manera, junto con el ejército de Barbarroja también avanzaron hacia el imperio bizantino alrededor de 2000 soldados húngaros bajo el mando del príncipe. Esa fue la primera participación activa de los húngaros en las guerras cruzadas.
En 1190 Béla III sirve de intermediario entre el emperador alemán y el imperio bizantino, logrando que ambos firmasen la paz y él mismo firmó un armisticio de dos años con la república de Venecia. En 1192 logró la santificación de san Ladislao y guerreó contra Serbia. 
Al poco tiempo padeció una enfermedad que lo agotaría y finalmente lo conduciría a la muerte, dejando el reino en manos de sus dos hijos, los príncipes Emérico y Andrés.
Bela III fue el miembro de la dinastía más rico y poderoso. Una lista contemporánea muestra que más del 50% de sus ingresos provenían de la renovación anual de la moneda de plata y de los peajes, de los transbordadores y de los mercados. Según la lista, su ingreso total fue el equivalente a 23 toneladas de plata pura por año, pero esta cifra es claramente exagerada.

### Época de las bulas de oro (1196-1241)
Tras la muerte del rey Béla III, su hijo Emérico (r. 1196-1204) fue coronado rey en 1196. Su reinado se caracterizó por constantes luchas con su hermano menor Andrés, contra quien chocó en un enfrentamiento armado en Croacia en el año 1197. Al sufrir una derrota, Andrés conservó los territorios croatas, donde reinó de forma independiente de su hermano mayor Emérico. Un año después el papa Inocencio III intercedió y le pidió a Andrés que cesase la hostilidad contra su hermano y que más bien luchase en las cruzadas contra los infieles musulmanes. Pero nuevamente en 1199, Andrés fue vencido cerca del lago Balaton tras enfrentarse a Emérico, y huyó a territorio austríaco. En 1203, después de haber firmado la paz, Andrés volvió a alzarse en contra de su hermano. Fue hecho prisionero y encarcelado, pero posteriormente sus seguidores lo liberaron. Además, incitados por Enrico Dandolo, dogo de Venecia, los ejércitos de la Cuarta Cruzada habían tomado Zadar en 1202.
Emérico, sabiéndose enfermo, hizo coronar el 26 de agosto de 1204 a su hijo pequeño, Ladislao (de 3 o 5 años de edad), para asegurar de esta forma su sucesión. Andrés se reconcilió con su hermano moribundo, que le confió «la tutela de su hijo y la administración del reino hasta que el pupilo alcance la mayoría de edad», según el casi contemporáneo Tomás el arquidiácono. Cuando Emérico falleció al poco, el 30 de noviembre de 1204, Ladislao III le sucedió brevemente, ejerciendo Andrés como regente, que acaparó todo el poder, dificultándole la vida al niño-rey y a su madre, la reina viuda Constanza. El papa Inocencio III exhortó a Andrés que debía permanecer leal a Ladislao. En cambio, Andrés tomó el dinero que Emerico había guardado en la abadía de Pilis para Ladislao, equivalentes a 30.000 marcos fueron llevados a la sede principal de los caballeros hospitalarios estefanitas en Szentkirály. Constanza consiguió huir a Viena con el niño Ladislao, refugiándose en la corte de Leopoldo VI. Andrés se preparó para la guerra contra Leopoldo VI, pero Ladislao murió súbitamente en Viena el 7 de mayo de 1205, siendo enterrado en Székesfehérvár (Hungría). Constanza nunca volvió a Hungría, sino que se casó en 1209 con Federico II Hohenstaufen, siendo coronada junto a su esposo en 1212 emperatriz del Sacro Imperio Romano Germánico. 
Andrés finalmente se hizo coronar el 29 de mayo de 1205 como Andrés II de Hungría en 1205.

#### Andrés II (1205-1235)
Andrés II de Hungría fue un rey derrochador, de lujos domésticos, y amante de las aventuras militares extranjeras que otorgó grandes extensiones de tierras a los nobles que lucharon junto a él: «la mejor medida de una concesión real es que sea inconmensurable». Esos nobles, algunos extranjeros, pronto se convirtieron en una nueva clase propietaria cuyo poder y riqueza les elevaba por encima de la mayoría del resto de la nobleza. Hasta finales del siglo XII, el poder del rey había sido incontestado y supremo en Hungría. Era el mayor propietario, y los ingresos que proporcionaban las tierras de la corona, igualaban prácticamente a los procedentes de minas, aduanas y acuñación de moneda. Sin embargo, durante el siglo XIII se produjo un cambio en la estructura social que empezó a afectar al poder absoluto del monarca. A medida que las tierras de la corona reducían su importancia como fuente de ingresos, el rey consideró oportuno otorgar parte de esas tierras a la nobleza para asegurarse su lealtad.
El nuevo rey se vio pronto forzado a enfrentar ataques cumanos, como sus antecesores, y en 1211 las tropas húngaras fueron auxiliadas por los caballeros teutónicos que llegaron como refuerzo (la amenaza cumana fue contenida durante los siguientes años). En ese mismo año de 1211, Andrés II otorgó a los caballeros teutónicos el distrito de Barcaság, en la región húngara de Transilvania, como recompensa de su heroica actuación y se esforzó por establecer relaciones con los alemanes, ya que quería dar en matrimonio a una de sus hijas al hijo del margrave de Turingia. (En 1224, los caballeros teutónicos enviaron una petición formal al papa Honorio III para que este ordenase que los caballeros tuviesen que responder directamente solo a la Santa Sede y no, por el contrario, ante Andrés II. Molesto y preocupado por su creciente poder, el rey terminó expulsándolos en 1225, por lo que la Orden Teutónica se estableció en las orillas del mar Báltico; sin embargo, se permitió a muchos colonizadores alemanes quedarse en las regiones antes bajo control teutónico).
Los hombres libres que vivían en antiguas tierras reales perdieron su contacto directo con el soberano, lo que amenazó su estatus legal. Los ingresos reales disminuyeron, lo que llevó a nuevos impuestos a musulmanes y judíos y a la introducción de una agricultura fiscal —técnica tributaria en que los ingresos variables se asignan por cuotas y el titular recibe rentas periódicas fijas— Los nuevos métodos de recaudación de fondos para el tesoro real crearon un malestar generalizado.
Andrés II estuvo fuertemente influenciado por su esposa, Gertrudis de Merania, que estaba extendiendo su influencia a la esfera religiosa y política, colocando a familiares germánicos como obispos, situación que no era del agrado de los nobles húngaros. Mientras Andrés II se hallaba en 1213 en una campaña militar en Galitzia, un grupo de ellos se aprovechó de que la corte se había ido de cacería a un bosque cercano al asentamiento de Pilis, para asesinar a Gertrudis, acusándola de beneficiarse del poder real húngaro para favorecer a sus familiares. Andrés II amaba a su esposa y la enterró en un sarcófago ricamente decorado en un claustro de la Orden del Císter en las propias montañas de Pilis. Andrés tomó una nueva esposa en 1215, Violante de Courtenay.
Andrés II encabezó la Quinta Cruzada a Tierra Santa (1217-1218), armando el mayor ejército real de la historia de las cruzadas (20 000 caballeros y 12 000 guarniciones). Cuando afrontó esos gastos elevando los impuestos a los siervos, eso perjudicó los ingresos de la pequeña nobleza, que se rebeló contra el rey en su ausencia.
Finalmente, un movimiento de los sirvientes reales, que en realidad eran terratenientes libres directamente subordinados al soberano, obligó en 1222 a Andrés II a emitir su Bula de Oro, que contenía 31 artículos. (considerada a veces la primera constitución de Europa continental, el equivalente húngaro a la Carta Magna inglesa). A partir de entonces, todos los reyes de Hungría deberían jurar ese documento, que tenía un doble propósito: reafirmar los derechos de la pequeña nobleza y de las nuevas clases sociales frente al rey y a los grandes magnates, y defender a todos aquellos habitantes de la nación del poder de la corona, restringiendo las prerrogativas reales en ciertos campos y legalizando la negativa a obedecer aquellas órdenes que contravinieran la legalidad (ius resistenci). El poder real quedaba limitado y recogía las libertades de los sirvientes reales, incluida su exención de impuestos, que los nobles no tendrían que pagar más impuestos que los que aprobaran, que solo debían asistir al rey militarmente cuando el reino fuese atacado; que de tratarse una campaña de conquista, el rey debería pagar por las tropas. Su última disposición autorizaba a los señores seculares y espirituales a «resistir y hablar contra [el soberano] sin acusación de alta traición». La pequeña nobleza comenzó a presentar quejas a Andrés, una práctica que evolucionó hasta llegar a la institución del Parlamento o Dieta. La Bula de Oro también prohibía el empleo de musulmanes y judíos en la administración real.
Andrés II, instado por los prelados, emitió la nueva variante de la Bula de Oro en 1231, que autorizaba al arzobispo de Esztergom a excomulgarlo en caso de que se apartara de sus disposiciones. Por los no cristianos que continuaron trabajando en la casa real, el arzobispo Robert de Esztergom puso el reino bajo interdicto en 1232. Andrés II se vio obligado a prestar juramento, que incluía su promesa de respetar la posición privilegiada de los clérigos y a despedir a todos sus funcionarios judíos y musulmanes. También se demuestra una creciente intolerancia contra los no católicos con la transferencia del monasterio ortodoxo de Visegrád a los benedictinos en 1221.
Andrés II hizo varios intentos de ocupar el vecino Principado de Halych. Su hijo, Béla, persuadió en 1228 a un grupo de cumanos para que aceptaran la suzeranía de Andrés II y en 1231 estableció una nueva marca en Oltenia (conocida como Banato de Szörény). Béla IV sucedió a su padre en 1235.

### Invasión mongola (1241-1242)
Consciente del peligro, Bela ordenó la movilización inmediata de toda la nobleza, grande y pequeña, aunque pocos respondieron. Batu Khan, que era el comandante de los ejércitos mongoles que invadieron Europa del Este, exigió la rendición de Béla IV sin luchar en 1240. El rey se negó y ordenó a sus barones que se reunieran con su séquito en su campamento en Pest. Aquí, estalló un motín contra los cumanos y la turba masacró al líder cumano, Köten. Los cumanos partieron pronto y saquearon las partes centrales del reino. El principal ejército mongol llegó a través de los pasos del noreste de los Cárpatos en marzo de 1241. Las tropas reales se encontraron con las fuerzas enemigas en el río Sajó, donde los mongoles obtuvieron una victoria decisiva en la batalla de Mohi el 11 de abril de 1241, donde numerosos soldados húngaros, Caballeros Templarios y estefanitas murieron por igual. Desde el campo de batalla, Béla IV huyó primero a Austria, donde el duque Federico II de Austria lo retuvo para pedir rescate. A partir de entonces, el rey y su familia encontraron refugio en la fortaleza de Klis en Dalmacia. Los mongoles primero ocuparon y saquearon completamente los territorios al este del río Danubio. Cruzaron el río cuando estuvo congelado a principios de 1242. Un relato contemporáneo del abad Hermann de Niederalteich declaró que «el Reino de Hungría, que había existido durante 350 años, fue destruido».

[Los mongoles] quemaron la iglesia [en Nagyvárad], junto con las mujeres y todo lo que había en la iglesia. En otras iglesias perpetraron tales crímenes a las mujeres que es mejor guardar silencio... Luego decapitaron sin piedad a los nobles, ciudadanos, soldados y canónigos en un campo fuera de la ciudad... Después de haberlo destruido todo, y que de los cadáveres surgiera un hedor intolerable, dejaron el lugar vacío. La gente que se escondía en los bosques cercanos regresó en busca de comida. Y mientras buscaban entre las piedras y los cadáveres, los [mongoles] regresaron repentinamente y de los vivos que encontraron allí, ninguno quedó con vida.
[The Mongols] burnt the church [in Nagyvárad], together with the women and whatever there was in the church. In other churches they perpetrated such crimes to the women that it is better to keep silent ... Then they ruthlessly beheaded the nobles, citizens, soldiers and canons on a field outside the city. ... After they had destroyed everything, and an intolerable stench arose from the corpses, they left the place empty. People hiding in the nearby forests came back to find some food. And while they were searching among the stones and the corpses, the [Mongols] suddenly returned and of those living whom they found there, none was left alive.
Epístola del Maestro Roger

Batu Khan retiró todo su ejército cuando se le informó de la muerte del gran kan Ogodei en Karakorum en marzo de 1242. Habían reducido Hungría a cenizas y masacrado a gran parte de la población.

#### Resto del reinado de Bela IV (1242-1270)
Una vez pasada la amenaza, Béla IV regresó al reino y se puso al frente de su reconstrucción. Primero tuvo que combatir al duque Federico II de Austria, que aprovechando la crisis posterior a la incursión mongola, atacó la ciudad húngara de Bratislava esa misma primavera de 1242. Béla IV logró repeler las huestes austríacas y retomar el control sobre los territorios. En 1246, Federico II decidió volver a atacar y venció a los checos, avanzando peligrosamente sobre Hungría. La decisiva batalla del río Leitha, se libró el 15 de junio de 1246, donde luchó el duque ruso Rosztyiszlav, quien había tomado por esposa a Anna, hija de Béla IV. Inclusive con la ayuda rusa, los ejércitos húngaros no consiguieron derrotar a los austriacos en el enfrentamiento, que posteriormente se vio frustrado tras la repentina muerte del duque austríaco en el campo de batalla. Pronto las tropas germánicas se retiraron y los húngaros obtuvieron la victoria en la campaña militar. Rosztyiszlav se anexionó grandes territorios a lo largo de las fronteras del sur del reino.
Aunque el reino de Bela logró sobrevivir, la hambruna y las epidemias que siguieron tuvieron consecuencias demográficas catastróficas. Al menos el 15% de la población murió o desapareció. Las rutas comerciales transcontinentales se desintegraron, lo que provocó el declive de Bács, Ungvár y otros centros comerciales tradicionales. Las comunidades musulmanas locales también desaparecieron, lo que indica que habían sufrido pérdidas especialmente graves durante la invasión. Las aldeas pequeñas también desaparecieron, pero los datos arqueológicos indican que la destrucción total de los asentamientos fue menos frecuente de lo que se suponía. El abandono de la mayoría de las aldeas, bien documentado desde la segunda mitad del siglo XIII, fue la consecuencia de un proceso de integración que duró décadas y los campesinos se trasladaron desde las pequeñas aldeas a los asentamientos más grandes. Béla, que había perdido a sus dos hijas menores y temeroso de que el ataque tártaro fuese un castigo divino, ofreció bajo juramento a su hija Margarita como religiosa, y ésta creció en el convento de la "Isla de los Conejos" (en húngaro: Nyulak szigete) en el Danubio, junto al asentamiento de Buda. La princesa Margarita sería conocida como una monja sumamente religiosa, humilde y servicial, que siempre rechazó propuestas de matrimonio y honró el juramento de su padre. Posteriormente fue santificada (santa Margarita de Hungría). 
Dado que sólo las ciudades y abadías fuertemente fortificadas habían conseguido resistir a los asaltos tártaros, el rey Bela ordenó la construcción de castillos de piedra y fortificaciones para defenderse de futuras invasiones (al final de su reinado serían más de 100 fortalezas). Bela comprendió que la reconstrucción del país requería del apoyo de la nobleza, así que abandonó sus proyectos de recuperar las antiguas tierras reales. En su lugar, otorgó tierras de la Corona a sus partidarios, reorganizó el ejército reemplazando arqueros por caballería pesada y autorizó a la alta nobleza para reorganizar sus propiedades y construir castillos de piedra capaces de soportar asedios. Él mismo pasó mucho tiempo en el asentamiento de Buda, ordenando la construcción de una fortaleza en la cima la colina, fundándose propiamente Buda como ciudad medieval. Igualmente Visegrád sería fortificado en esta época mediante el castillo construido en la cima de la montaña. Posteriormente sus construcciones amuralladas también servirían para contener los diversos ataques del Imperio otomano en el siglo XV. Bela repobló el país con inmigrantes, transformando los asentamientos reales en centros de población que llenó con germanos, moravos y polacos y también italianos y judíos. Los rumanos (valacos) —que habían establecido asentamientos en Transilvania— fueron aceptados igualmente. Aún más, el rey volvió a invitar a los cumanos de Cuthen, que habían huido antes de la invasión tártara hacia Kunság/Kiskunság/Nagykunság, y a los que relocalizó en las llanuras a lo largo del Danubio y el Tisza y les concedió autonomía. Un grupo de alanos, los antepasados del pueblo jasico, parece haberse asentado en el reino aproximadamente al mismo tiempo.
Aparecieron nuevas aldeas, que consistían en casas de madera construidas una al lado de la otra en parcelas iguales de tierra. Por ejemplo, los bosques escasamente habitados de los Cárpatos occidentales (en la actual Eslovaquia) desarrollaron una red de asentamientos bajo Béla IV. Las cabañas desaparecieron y se construyeron nuevas casas rurales que consistían en una sala de estar, una cocina y una despensa. La minería se perfeccionó, los métodos de cultivo mejoraron —arados pesados asimétricos, — en todo el reino. y la artesanía y el comercio emergieron en las ciudades.
La migración interna también fue fundamental en el desarrollo de los nuevos dominios que surgieron en las antiguas tierras reales. Los nuevos terratenientes otorgaron libertad personal y condiciones económicas más favorables a quienes llegaban a sus haciendas, lo que también permitió a los campesinos que decidieron no trasladarse mejorar su situación. Béla IV otorgó privilegios a más de una docena de ciudades, incluidas Nagyszombat (Trnava, Eslovaquia) y Pest.
Mientras tanto, huyendo de la caótica vida urbana y política, el canónigo Eusebio de Esztergom se retiró hacia 1250 a las montañas junto con otros monjes cristianos para iniciar una vida de eremita. Eusebio se convirtió en el guía de esa comunidad y más tarde fundó la Orden de San Pablo Primer Eremita, que será en el futuro una de las instituciones más influyentes del reino, que velará por la gente más necesitada, así como por la preservación del idioma, historia y cultura húngara (serán también los primeros religiosos que llegarán a América para evangelizar a los indígenas después de 1492). 
Sin embargo, los conflictos políticos en Europa Central no parecían cesar, pues Hermann VI de Baden pasó a ser el nuevo duque de Austria y estaba apoyado por el papa. Ni los húngaros ni los checos se enfrentaron a Hermann, pero a la muerte del duque en 1250, se sucedieron severas guerras internas por el trono. Finalmente en 1251, el trono austríaco lo obtuvo el margrave moravo Otakar II de Bohemia, hijo del rey Wenceslao I. Por ello, Béla IV pidió asistencia al duque ruso Daniel de Galitzia, quien se sumó al ejército húngaro-cumano que entró en territorio austríaco en junio de 1253. La campaña pronto llegó a su fin tras la intervención del papa Inocencio IV, quien consiguió la paz entre Béla y Otakar. En 1254 Béla firmó la paz con Otakar II y se repartieron el condado austríaco después de haber conducido una campaña militar contra el gobernante austríaco.
Aunque las amenazadoras cartas enviadas a Béla IV por los kanes de la Horda de Oro demostraban que aún existía el peligro de una nueva invasión mongola, adoptó una política exterior expansionista.
Bela, una vez que su hijo mayor Esteban alcanzó la mayoría de edad, le cedió el dominio de Transilvania en 1257, y en 1258 fue colocado a la cabeza del recientemente conquistado ducado de Estiria. Puesto que casi desde hacía un siglo se había establecido implícitamente la tradición de que el heredero al trono húngaro recibía el título de "dux slavoniae" o duque de Eslavonia, cuando el monarca se lo otorgó a su otro hijo menor, también llamado Béla, Esteban se sintió ofendido. El joven Esteban era de por sí de naturaleza guerrera y conflictiva y cada vez halló más inconvenientes en tolerar la política cuidadosa de su padre, al que no dudó en atacar, alcanzando una serie de victorias hasta que tomó en 1262 el título de rex iunior (rey joven), conservando bajo su control los territorios al Este del Danubio húngaro. La princesa Ana de Hungría, hija del rey Bela IV, se convirtió en una de las más grandes opositoras al príncipe Esteban en la corte, alcanzando un punto crítico de tensión en las relaciones de los dos hermanos. Sin embargo, los conflictos no terminaron a pesar de que Bela IV acedió a que su hijo actuase como correy, sino que Esteban continuó atacando a su padre, ante lo cual Bela IV condujo una campaña militar contra él, sufriendo en 1265 una terrible derrota en la batalla de Isaszeg (ver guerra civil húngara (1264-1265)). Béla tuvo que enfrentar varias veces más a su hijo Esteban hasta que finalmente en 1266 firman la paz en la Isla de los Conejos. Previamente, el rey Béla  había raptado a Ladislao, el hijo de dos años de Esteban V, junto con su madre,  y los había encerrado en la fortaleza de Turóc para presionar a Esteban V. Luego de firmar la paz el 23 de marzo de 1266, Ladislao fue liberado. Cabe destacar que a pesar de haber obtenido una victoria indiscutible, Esteban pudiendo haberlo hecho, jamás atentó contra la vida de su padre, y no intentó destronarlo o tomar su lugar.
A partir de entonces Esteban reinó como gobernante absoluto en su propio territorio húngaro, llevando una política independiente y campañas militares a su voluntad. Desde luego, se consideraba que el joven rey gobernaba en una Hungría divida en dos pero unida legalmente por voluntad y gracia de Dios y de su padre. Esteban tuvo gran éxito con su diplomacia, comprometiendo a su hija María de Hungría con el rey Carlos II de Nápoles y Sicilia (de este matrimonio nacerá Carlos Martel de Anjou-Sicilia, el padre del futuro rey Carlos Roberto de Hungría).
Béla IV y su hijo confirmaron conjuntamente las libertades de los sirvientes reales y comenzaron a referirse a ellos como nobles en 1267. En ese momento, los «verdaderos nobles» estaban legalmente diferenciados de otros terratenientes. Mantuvieron sus propiedades libres de cualquier obligación, pero todos los demás (incluso los nobles eclesiásticos, knezes rumanos y otros "nobles condicionales") debían prestar servicios a sus señores a cambio de las tierras que poseían. En un número creciente de condados, la nobleza local adquirió el derecho a elegir cuatro "jueces de los nobles" para representarlos en los procedimientos oficiales (o dos, en Transilvania y Eslavonia). La idea de equiparar la «nación» húngara con la comunidad de nobles también surgió en este período. (Se expresó primero en la Gesta Hungarorum de Simón de Kéza, una crónica escrita en los años 1280.)

### Fin de los Árpad: Esteban V, Ladislao IV (el Cumano) y Andrés III (1242-1301)
En 1270, Esteban V (r. 1270-1272) fue coronado rey. Durante su breve reinado se produjeron numerosos conflictos internos causados por los antiguos partidarios de su padre. Su hermana Ana tomó el tesoro real y huyó a acogerse por el rey Otakar II de Bohemia, al igual que hicieron también muchos de los partidarios de su padre. Ante eso Esteban V combatió contra los checos y Otakar II atacó a Hungría en 1271, pero fue expulsado por el monarca húngaro. Seguidamente firmaron la paz en Bratislava y ya parecía que el poder de Esteban V estaba consolidado, cuando sufrió un nuevo gran golpe.
Esteban V partió hacia Dalmacia para encontrarse con Carlos II Anjou de Nápoles y Sicilia, su aliado y consuegro: Ladislao había tomado como esposa a Isabel, hija de Carlos I, y a su vez, María, hija de Esteban fue desposada por Carlos II, hijo del rey de Nápoles y Sicilia. Entonces el regente de Eslavonia, Joaquín Gutkeled secuestró a su hijo, el príncipe heredero Ladislao que apenas tenía diez años, quien fue llevado al castillo de Kapronca y encerrado junto con su madre Isabel la Cumana. De inmediato el desesperado rey Esteban V sitió la fortaleza durante un largo tiempo hasta que en julio de 1272 enfermó gravemente. Sintiendo cercana su muerte, Esteban V pidió ser llevado a la isla de Csepel en el Danubio, donde murió el 6 de agosto de 1272. Fue enterrado en el claustro dominico de la Isla Margarita, también en el Danubio.
Aún no se ha hallado una explicación convincente, pero inmediatamente después de la muerte de Esteban, Joaquín Gutkeled e Isabel, la reina viuda, se apresuraron a llevar a Székesfehérvár al joven príncipe heredero Ladislao, donde fue coronado como rey Ladislao IV de Hungría (r. 1272-1290), apodado el Cumano porque su madre era una princesa cumana. A partir de este momento las familias Kőszegi, Kőszeg y  Csák, emprendieron una nueva guerra civil para intentaron controlar el gobierno central en nombre del joven Ladislao, gobernando por encima de la reina madre y su hijo.
En 1273 estalló la guerra húngaro-checa, pues el rey Otakar II seguía con aspiraciones de conquistar Hungría. El final de la guerra en el mismo año trajo la pérdida de las ciudades húngaras de Óvár, Moson, Győr y Sopron, así como de sus terrenos circundantes.
En octubre del mismo año, fue coronado rey de los germanos Rodolfo I de Habsburgo, y Otakar II no lo reconoció, sino que al contrario, lo retaría. Ante eso, se llevó a cabo una asamblea en Núremberg en 1274, donde se aprobó que Rodolfo atacara a Otakar II y tomara sus territorios. En 1276 se produjo el ataque contra el reino de Bohemia, en el que Hungría sería aliada del rey germano y al final recuperaría todos los territorios tomados por los checos, a excepción de Sopron, que sería retomada por Ladislao IV posteriormente. Así el rey Ladislao IV ayudó a Rodolfo de Habsburgo a extender su control sobre Austria y a asegurar para la dinastía una posición cercana al trono imperial germánico. Ladislao fue declarado mayor de edad en 1277 y coronado como Ladislao IV en una asamblea de los señores espirituales y temporales y de los representantes de los nobles y cumanos, aunque no pudo fortalecer la autoridad real.
Después de que en 1278 llegasen sacerdotes a Hungría como enviados de Roma, junto con un comunicado donde se limitaba el poder del rey, Ladislao IV rompió lentamente con la Iglesia y en 1284 se mudó a vivir con los cumanos.. En 1285 los tártaros liderados por Talabuga Kan, bisnieto de Batu Kan, regresaron a Hungría. La fuerza invasora fue derrotada en las cercanías de Pest por el ejército real de Ladislao IV de Hungría. Finalmente, el nuevo sistema de fortalezas y las nuevas tácticas (mayor índice de caballería pesada) consiguieron contenerlos y cambiarían su rumbo hacia Polonia, la que invadirían en 1286 y 1287. La fuerza invasora fue derrotada en las cercanías de Pest por el ejército real de Ladislao IV, que había permanecido en su campamento cumano y no intervino directamente. Ladislao seguirá rechazando cualquier intervención de la Iglesia, hasta que inclusive el arzobispo de Esztergom en 1287 lo excomulgará por llevar una vida pagana. Ladislao no solo mantuvo malas relaciones con la Iglesia, sino con su propia esposa, vistiéndose, hablando y comportándose como un cumano, abandonando el estilo de vida húngaro (europeo occidental cristiano) y viviendo en un campamento seminómada. En 1290, un grupo de nobles cumanos, Árbóc, Törtel y Kemence, atacaron a Ladislao IV cerca de la fortaleza de Körösszeg, y le dieron muerte.

### El estado medieval húngaro
«El desarrollo constitucional de Hungría en la Edad Media convirtió al poder de los reyes húngaros en el más eficiente del medievo, y eso fue debido a la ausencia de feudalismo. Indudablemente se pueden encontrar trazas de feudalismo, como las dominantes en toda Europa, en las antiguas instituciones húngaras, pero éstas aparecen como una mezcla accidental, no como esencia y rasgo característico de las mismas. Esa amalgama de prerrogativa pública y derecho privado que es la esencia del feudalismo, nunca prevaleció en la organización de los poderes públicos húngaros, nunca arraigó en la nación como en un todo. A esta temprana ascendencia de la ley pública en el gobierno del país debe Hungría, no solo una mayor eficiencia no perjudicial para la libertad en los poderes públicos, sino en conexión con ella, un temprano crecimiento de la conciencia de unidad nacional, del patriotismo en su sentido más amplio, en una época en que el sentimiento tribal y las lealtades feudales subdividían Europa en pequeñas unidades que se paralizaban las unas a las otras y en las correspondientes mentalidades separatistas, contrarias a la miema idea de Estado y de sentimiento nacional». (Conde Albert Apponyi: The juridical nature of the relations between Austria and Hungary, Congreso de Artes y Ciencias celebrado en San Luis, Estados Unidos, en 1904)

## Interregno
La desaparición de la Casa de Árpad sobrevino en 1301 con la muerte del rey Andrés III de Hungría sin dejar herederos varones ni un sucesor designado. La extinción de la dinastía de los Reyes Santos —que reinaba en el país desde el año 1001, con san Esteban I—, generó una seria crisis en Europa central al postularse varios pretendientes al trono vacante. Lo hicieron Alberto I de Habsburgo —alegando que durante la invasión mongola de 1241, el rey Bela IV le había ofrecido la corona a cambio de su ayuda—, Carlos Roberto de Anjou —nieto de Carlos II de Nápoles y de María de Hungría—, Otón III duque de Baviera —nieto del fallecido rey Bela IV— y Wenceslao III de Bohemia —tataranieto de Constanza, hija del rey Bela III. Fue una reanudación de la guerra civil que tras la muerte de Ladislao IV en 1290, sin dejar hijos, había enfrentado a los candidatos rivales prohúngaros de Andrés III y procroatas de Carlos Martel de Anjou (1271-1295).
Inicialmente, el joven Carlos Roberto (1288-1342), hijo de tan solo 12 años del fallecido Carlos Martel, con el apoyo del papa y del emperador, arribó al sur de Hungría, donde fue llevado a la ciudad de Estrigonia por Gregorio Bicskei, arzobispo electo de dicha metrópolis. Fue coronado con una corona provisional —joya real de coronación no estaba en manos de los partidarios de los Anjou— antes del 13 de mayo,, aunque esa coronación no fue considerada legitima por la mayoría de los húngaros al no cumplir con las tres condiciones de la tradición: si bien había sido oficiada por el arzobispo de Estrigonia, no se había ni llevado a cabo en la ciudad de Székesfehérvár, ni se había hecho con la Santa Corona San Esteban.
Hungría se desintegró entonces en una docena de territorios semiindependientes, regidos por distintos nobles: Mateo Csák, dominaba parte del noroeste del país (la parte occidental de la moderna Eslovaquia); Amadeo Aba, era el señor del noreste; Iván Kőszegi, reinaba en la Transdanubia; y Ladislao Kán, en Transilvania. La mayoría de esos nobles rehusó la autoridad de Carlos y presentó la corona a Wenceslao III de Bohemia (1289-1306), cuya prometida, a Isabel, era hija única del difunto Andrés III. Wenceslao ciñó la corona de San Esteban, tomando el nombre de Ladislao I, el 27 de agosto de 1301 en Székesfehérvár, pero su entronización también se puso en duda, esta vez porque fue el arzobispo Juan de Kalocsa el que ofició la ceremonia, cuando correspondía al arzobispo de Esztergom.
Después de la coronación de su rival, Carlos se retiró a las tierras de Ugrin Csák en Eslavonia. El papa Bonifacio envió a un legado, Nicolás Boccasini, a Hungría. Boccasini persuadió a la mayoría de los prelados húngaros para que aceptasen la autoridad de Carlos. Sin embargo, la mayoría de los nobles seguían rechazándola debido a que, según la Crónica Miniada, temían que «los hombres libres del reino perdiesen su libertad si aceptaban un rey nombrado por la Iglesia». En septiembre de 1302, puso sitio a Buda, pero no pudo ocupar la capital del reino, socorrida por Iván Kőszegi, y tuvo que retirarse nuevamente a Eslavonia. Los edictos de Carlos prueban que pasó la mayor parte de los años siguientes en las tierras meridionales del reino, aunque también visitó el castillo de Amadeo Aba en Gönc.

## La Edad de Oro (1308-1490)
Los dos primeros reyes extranjeros de Hungría, Carlos Roberto y Luis I, miembros ambos de la Casa de Anjou, gobernaron durante uno de los períodos más gloriosos en la historia del país. La paz reinaba en Europa Central y Hungría y sus vecinos prosperaban.

Una de las principales fuentes de información para el período son los registros de las minas de oro del norte y el este de Hungría. La producción llegó a alcanzar la nada despreciable cifra de 3000 libras de oro anuales —un tercio de la producción del mundo conocido por aquel entonces, y cinco veces más que cualquier otro estado europeo—.

### Carlos I (1308-1342)

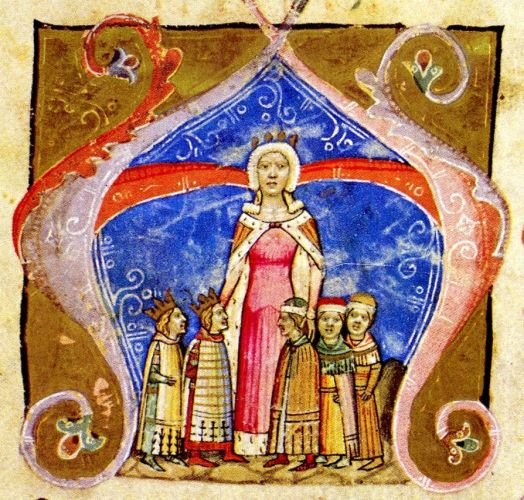
La mujer de Carlos, Isabel de Polonia y sus cinco hijos representados en la Illuminated Chronicle.

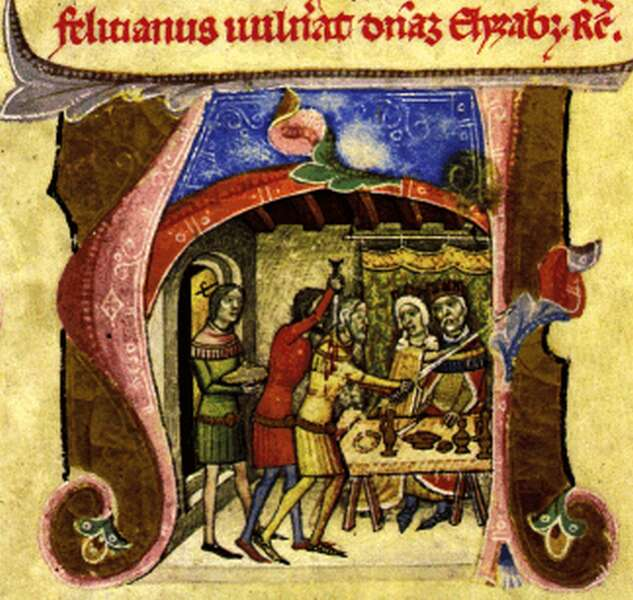
Atentado de Feliciano Zách contra Carlos Roberto y su familia.

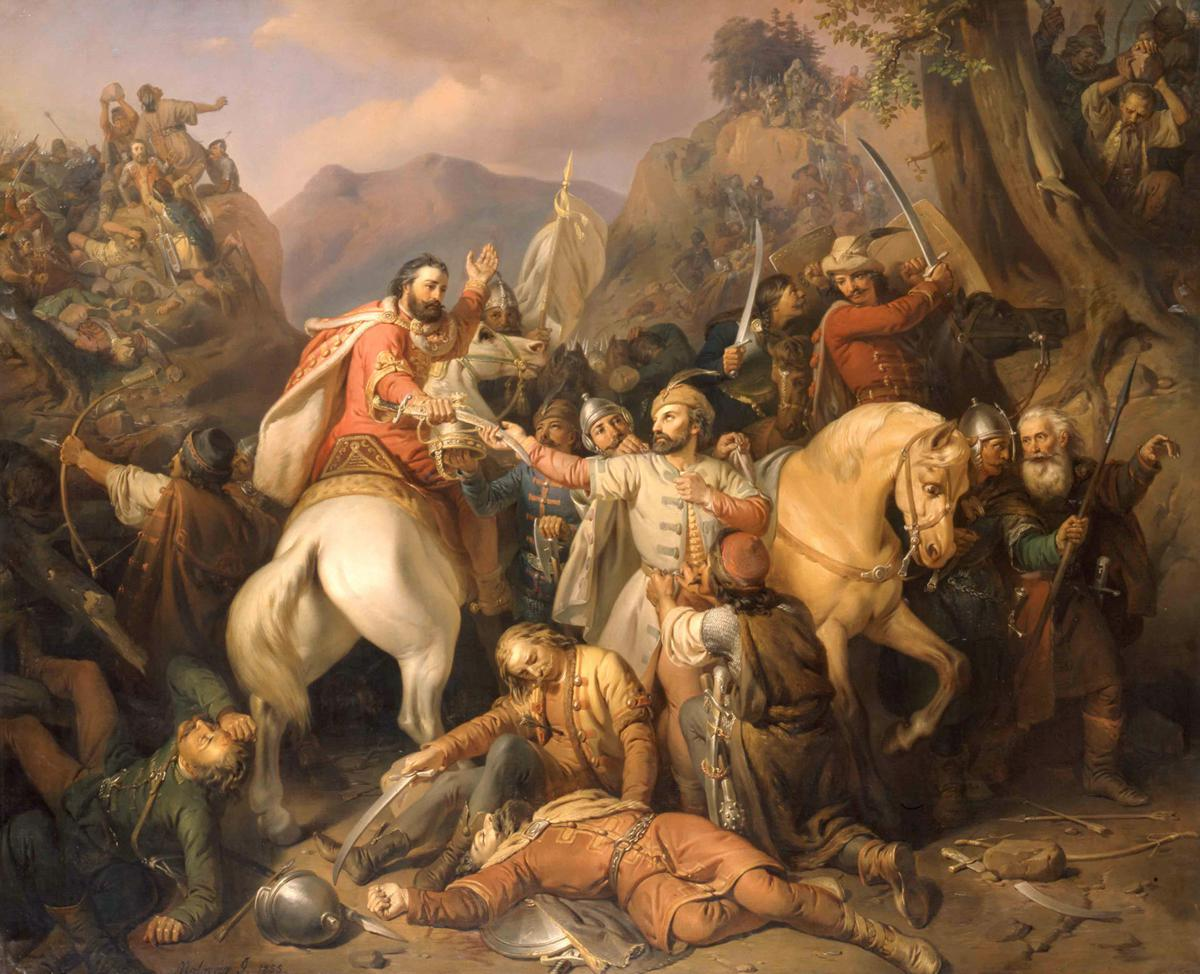
Huida de Carlos Roberto en la batalla de Posada tras ser derrotado por el príncipe de Valaquia.

Si bien su coronación a los 15 años de edad no fue bien vista por los nobles húngaros, probaría ser posteriormente un gran monarca, estratega y reformador económico: consiguió establecer un tipo de cambio estable para la moneda y sus reformas tributarias y nuevas costumbres consiguieron triunfar. Carlos Roberto ordenó a la alta nobleza el reclutamiento y equipamiento de pequeños ejércitos, llamados banderia. Gobernaba personalmente y reunía a la Dieta únicamente para anunciar sus decisiones. La política matrimonial emparentó a su familia con los gobernantes de los reinos de Nápoles y Polonia, lo que dio mayor fortaleza a la imagen exterior de Hungría. El poder de la antigua dinastía de Árpád se había basado en la posesión de vastas extensiones de tierras y bajo el gobierno de los angevinos, la familia real volvió a convertirse en la mayor propietaria del reino (hasta una tercera parte de todas las tierras), aunque basaron su poder, sobre todo, en el control de los castillos.
Carlos Roberto restableció la autoridad de la corona mediante la persecución de los magnates desleales que habían apoyado a Wenceslao y Otón y la posterior distribución de las tierras confiscadas entre sus partidarios. El más importante de los opositores, Mateo Csák, había llevado a cabo varias campañas en contra de Carlos Roberto, pero prometió respetar al rey. En junio de 1311, sin embargo, avanzó y sitió Buda, obligando a los reyes a huir a la ciudad de Temesvár, que momentáneamente fue la sede real húngara.
Otro de los barones más poderosos era Amadeo Aba, que había apoyado a Carlos Roberto desde 1304. Después de que los sajones de Kassa lo asesinaran en 1312, sus hijos se aliaron con Mateo Csák y se alzaron contra Carlos Roberto; en 1313 se libró la batalla de Rozgony, donde serían derrotados y en la que Mateo Csák se vería forzado a huir. Entre 1312 y 1321 las tropas de Carlos Roberto solamente lograron recuperar siete fortalezas en poder de Mateo: Visegrád lo fue en 1316 y Komárom en 1318, después de dos largos meses de sitio. Mateo Csák murió en 1321 y un año después la sede real se mudó a Visegrád. Los vastos territorios del barón fueron repartidos entre el rey y los nobles menores, y a partir de ese momento, Carlos Roberto pudo por fin gobernar sin impedimento alguno.
Pronto tuvo que enfrentar al voivoda Basarab I de Valaquia (r. 1310-1352), quien en 1325 movilizó a sus huestes y tomó la región húngara de Szörény. Las embajadas diplomáticas de Carlos Roberto fueron inútiles, y solo el ejército húngaro pudo recuperar la región y continuar presionando al voivoda hacia Valaquia durante los siguientes años. La propuesta de paz de Basarab fue una sorpresa para el rey húngaro, y aún más la entrega como rehén de su propio hijo y restituir el pago del impuesto viejo como vasallo de los húngaros.
Para asegurar su control sobre la nueva nobleza dominante que estaba surgiendo tras la caída de los oligarcas, Carlos Roberto fundó en 1326 la Orden de San Jorge, en la que incorporó como caballeros a los 50 nobles más poderosos del reino en el momento, a los que hizo jurarle lealtad. Nombró a uno de sus comandantes militares más cercanos, Tomás Szécsényi, como canciller de la orden. Fue la primera orden de caballería laica en el mundo y su objetivo fundamental fue fortalecer el poder real por encima de los nobles.
El 17 de abril de 1330, mientras Carlos Roberto se hallaba en su palacio en Visegrád Feliciano Zách atentó contra su vida. Parece que la esposa de Carlos Roberto, Isabel, había ayudado al príncipe Casimiro III de Polonia a seducir a Clara Zách, hija de Feliciano. Deshonrado, el noble irrumpió en un banquete de Carlos Roberto y le hirió, cortándole también varios dedos de la mano a la reina e intentando asesinar a los príncipes reales hasta ser reducido por varios criados. Feliciano Zách fue ejecutado y desmembrado y sus miembros enviados a diferentes lugares del reino como advertencia de futuros desafíos al monarca. A su hija Clara Zách le cortaron la nariz, sus labios y ocho dedos. Luego la pasearon a caballo por todo el país, mientras debía gritar que «ese era el castigo para el que traicionaba al rey». Los demás parientes de Feliciano fueron asesinados o exiliados y sus vastas posesiones repartidas.
La ocupación del Principado de Valaquia era un hecho. Pero pronto, las fuerzas de Carlos Roberto recibieron un duro golpe. En noviembre de 1330 tuvo lugar la batalla de Posada entre húngaros y valacos, liderados por el voivoda Basarab I. El pequeño ejército valaco, formado por caballería, arqueros a pie y campesinos locales, lograron emboscar y derrotar a los 30 000 efectivos del ejército húngaro, en una región montañosa cerca de la frontera entre Oltenia y Severin. Supuso la independencia temporal de los valacos. Carlos Robert tuvo que abandonar sus esperanzas de extender el reino hasta el mar Negro.
El 24 de agosto de 1335 Carlos Roberto logró que en el castillo de Trenčín —antigua sede de Mateo Csák — se firmase el Tratado de Trentschin entre los representantes del rey polaco Casimiro III, que renunciaron «a perpetuidad» a todas las pretensiones sobre Silesia en favor de Bohemia, mientras que los del rey Juan de Bohemia y su hijo Carlos renunciaron a sus pretensiones como přemyslidas al trono polaco. El acuerdo debía confirmarse cuando los gobernantes se reunieran en el pacto de Visegrado (1335) más tarde en noviembre de 1335.
Cuando falleció Carlos Roberto en 1342, dejó un reino sumamente rico, con edificaciones pomposas y un poder sólido, todo resultado de una extensa reforma económica, con rigurosos impuestos aduaneros e internos. Había introducido un nuevo tipo de moneda, el florín húngaro —según el ejemplo del florín de Florencia— y cedido parte de las ganancias en las minas de oro y plata a los propietarios nobles, que anteriormente no recibían beneficio alguno, ya que esas minas eran propiedad exclusiva del rey.
Hungría fue el primer país europeo en el que el Renacimiento nacido en Italia hizo acto de presencia llegando directamente durante el Quattrocento. El temprano establecimiento de relaciones entre Italia y Hungría favoreció esa difusión que se manifestaría en el cambio en las relaciones comerciales, en la cultura y el humanismo. Durante la primera mitad del siglo XIV, estatuas de damas, caballeros, músicos de corte, sirvientes y guardias, marcaron, no solo el paso del siglo XIV al XV, sino también el comienzo de una nueva era. Ricamente vestidos y ornamentados, con zapatos puntiagudos y atrevidos sombreros, fueron un inesperado recordatorio de un floreciente, casi decadente, Trecento Húngaro, cuya mera existencia fue poco más que una conjetura antes de la milagrosa aparición de restos arqueológicos en el castillo de Buda.

### Luis I el Grande (1342-1382)

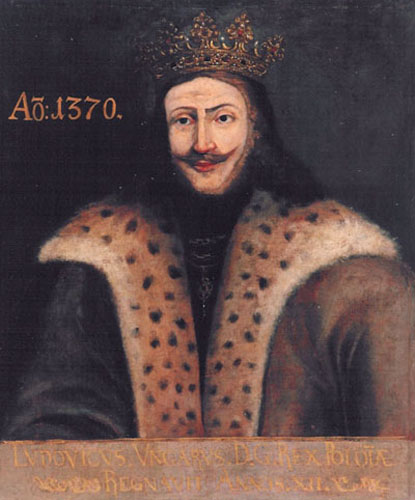
Luis el Grande.

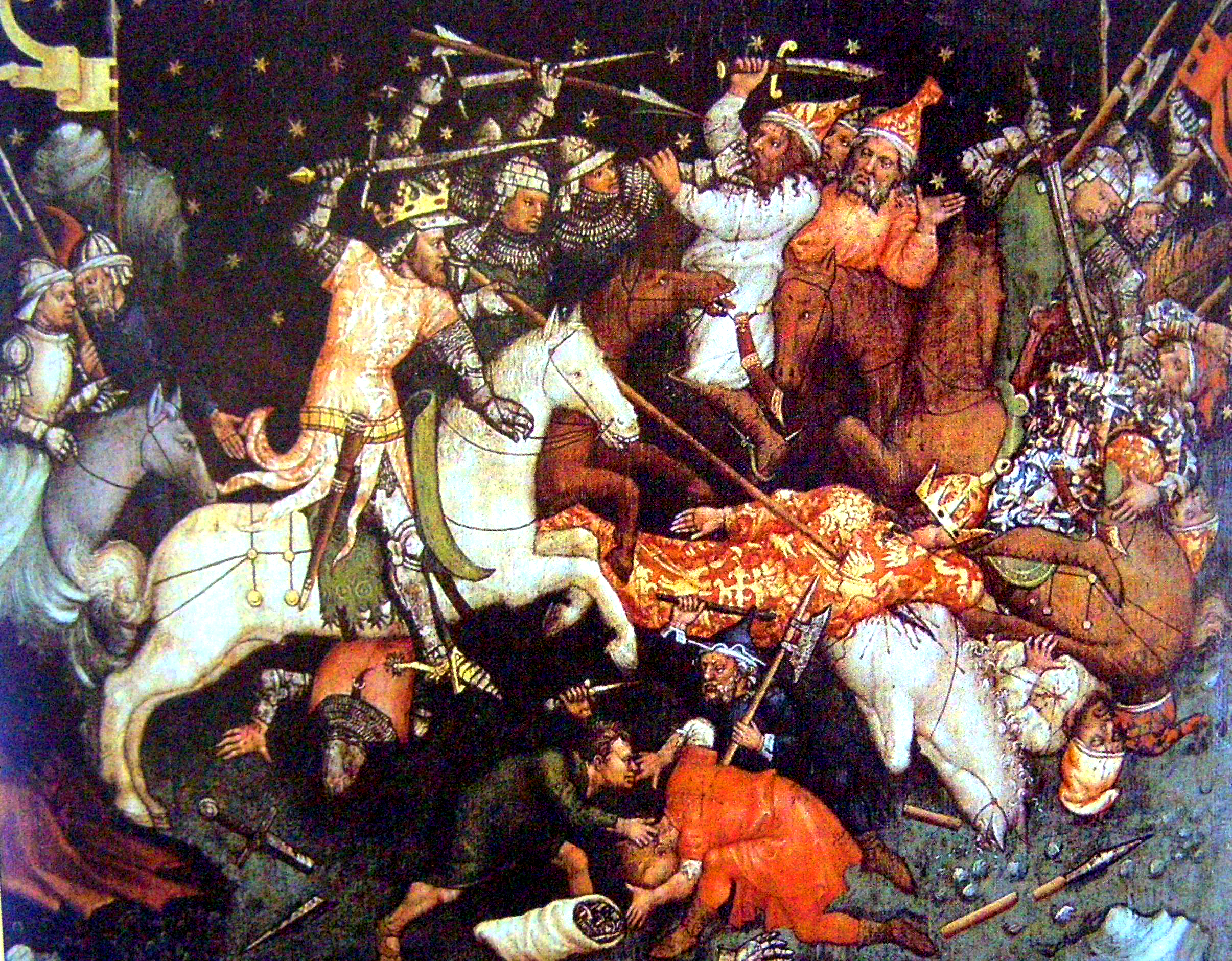
Victoria de Luis I contra los otomanos en Bulgaria

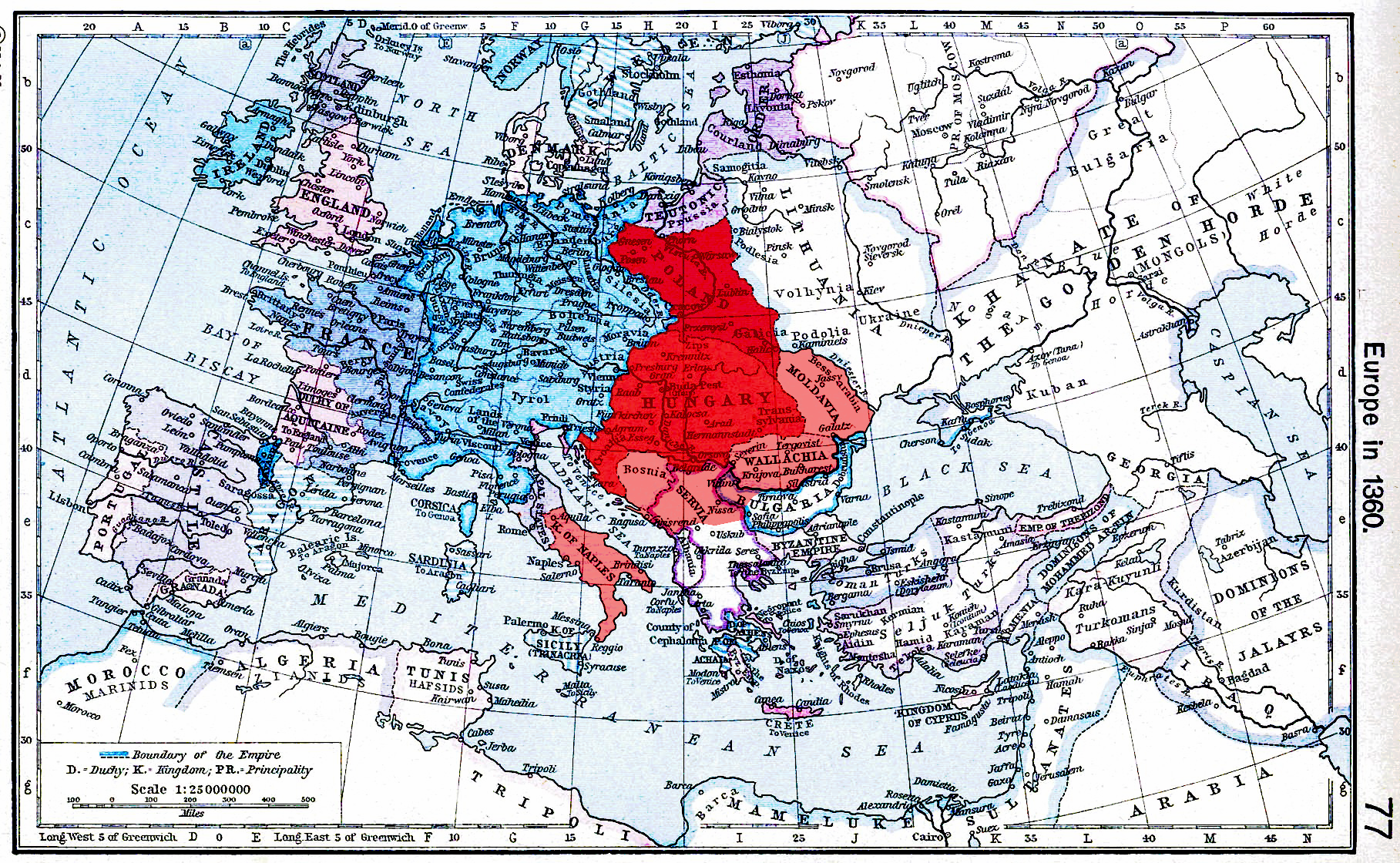
Territorios gobernados por Luis I: unión de Hungría y Polonia (rojo), Estados vasallos y controladas temporalmente (rojo claro)

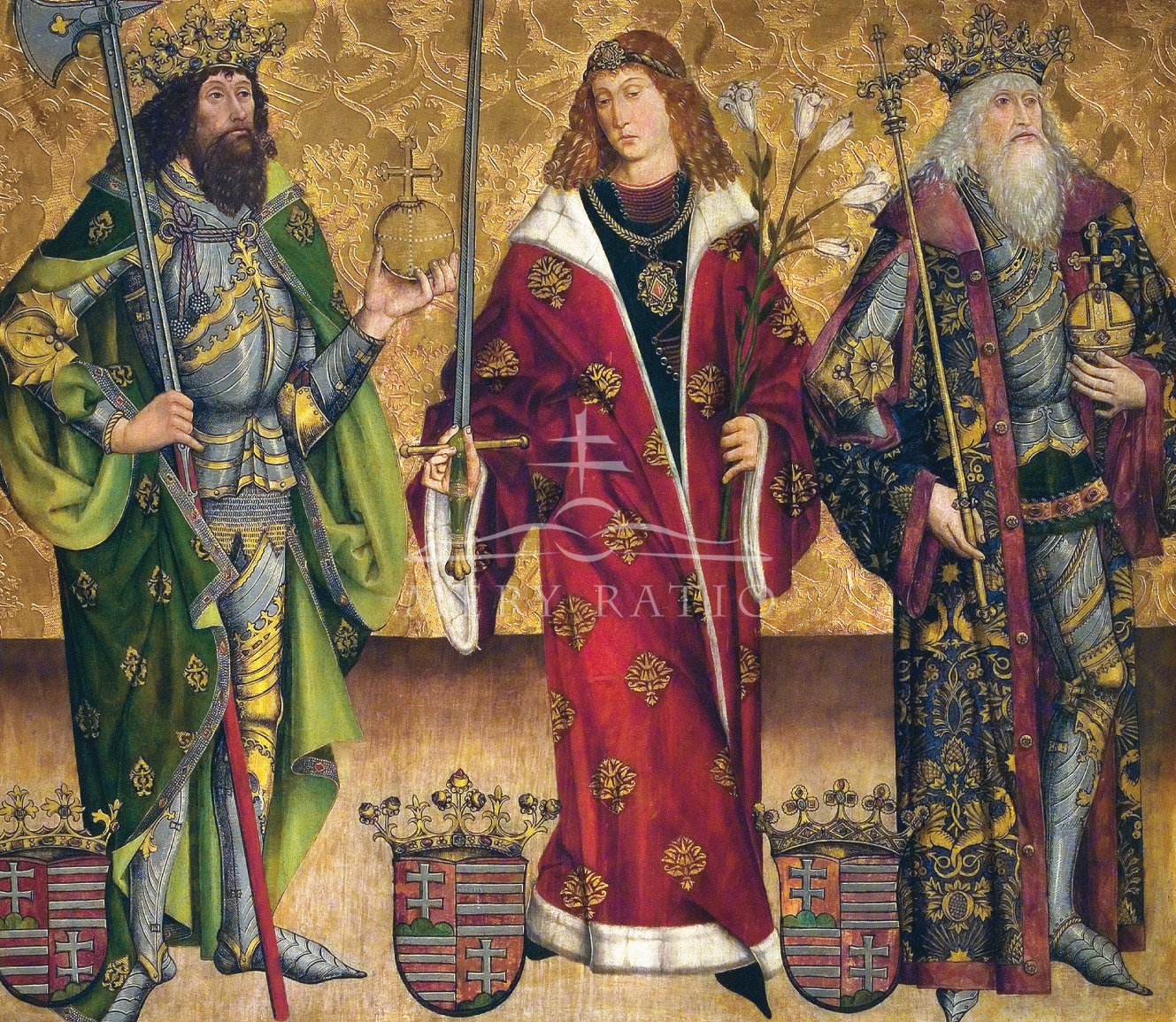
Los Reyes Santos: San Ladislao, San Emérico, San Esteban. El culto a los tres monarcas se extendió profundamente durante la Edad Media a tal punto que la dinastía era conocida como "el linaje de los reyes santos". Pintura del altar de la Iglesia de Szepeshely, 1478.

Lo sucedió en el poder su hijo Luis I el Grande (r. 1342-1382), que conservó la autoridad real y continuaría la obra de su padre. Luis era el hijo mayor de Carlos Roberto y de Isabel Łokietek, hija del rey Vladislao I de Polonia. En 1351, Luis emitió un decreto que reconfirmaba la Bula Dorada, eliminaba las distinciones legales entre pequeña y alta nobleza, reglamentó las obligaciones de los siervos y prohibió a los siervos abandonar las granjas de la pequeña nobleza para buscar mejores oportunidades en las propiedades de los magnates. El decreto estableció también el sistema del mayorazgo en las herencias. La economía húngara continuó floreciendo durante su reinado: el oro y los metales preciosos que se extraían de las minas del país engordaban las arcas reales, el comercio exterior aumentaba, se levantaban nuevas villas y ciudades y los artesanos se agrupaban en gremios. La prosperidad animó la actividad cultural, y Luis promovió la creación de manuscritos iluminados y creó en 1367, de acuerdo con el papa, una universidad en Pécs, la primera del país.
Luis, casi anualmente, se involucraría en algún combate durante los veinte años de reinado que siguieron: guerreó al menos siete veces contra Serbia, cinco contra Moldavia y tres veces contra Bosnia y Valaquia. Frecuentemente recibió apoyo militar de su tío el rey Casimiro III de Polonia y alrededor de seis veces tomó parte personalmente en los combates contra los tártaros y los lituanos que habían atacado al rey polaco, viendo acrecentada su fama en Polonia tras sus exitosas campañas. En 1344 reconquistó Valaquia y en 1345 Croacia, pero sufrió una derrota contra el ejército de Venecia cerca de la ciudad de Zadar en 1346. Emprendió dos guerras más contra la República de Venecia (1357-1358 y 1378-1381) y consiguió extender sus territorios hasta el mar Adriático, anexionándose de Dalmacia y Ragusa, así como otros territorios en la costa adriática. Venecia tuvo que izar la bandera angevina en la plaza de San Marcos en los días de fiesta. Bajo su reinado vivió el más famoso héroe de la literatura y la guerra húngaras: Nicolás Toldi. 
Luis también ocupó el Reino de Nápoles en varias ocasiones, en un asunto que tenía origen en un acuerdo de su padre. Carlos Roberto había firmado un tratado con el rey Roberto I de Nápoles en 1333, donde se estipulaba que el hijo menor de Carlos Roberto, Andrés, se casaría con la nieta de Roberto I, Juana, y que la pareja real sería nombrada heredera del trono de Nápoles. Al morir Carlos Roberto, y posteriormente el rey napolitano, Juana obró hábilmente para ser coronada ella sola en 1344, dejando a su esposo Andrés al margen de la ceremonia. Andrés, temiendo por su vida en muchas ocasiones, escribió a su madre Isabel en Hungría que pronto huiría del reino, pero unos conspiradores, se supone que con el benplácito de la reina Juana, lo asesinaron en 1345. El trágico acontecimiento generó una enorme conmoción en Hungría, y para vengar a su hermano menor, Luis el Grande llevó a cabo dos campañas (1347-1348) y (1350) contra Nápoles. En 1347 debió suspender sus incursiones ante la llegada de la peste negra que comenzó a asolar la ciudad italiana. En 1350 volvió y logró la victoria absoluta sobre las fuerzas napolitanas, conquistando el reino y forzando a Juana a huir a Aviñón, entonces sede papal. Al comprender que anexionarse de Nápoles sería casi imposible, regresó ese mismo año a Hungría y en 1352 firmó finalmente la paz con la reina Juana I de Nápoles.
Si bien la peste negra no resultó ser tan trágica en Hungría como en otros países europeos, se llevó la vida de muchos, incluyendo al pequeño Carlos Martel de 3 años, hijo del asesinado Andrés y de Juana, que había sido llevado a Hungría a la corte de Visegrado, pues el papa había decidido que su custodia y educación le correspondía al rey húngaro. La peste también acabó con la esposa del rey húngaro, la reina Margarita, hija del emperador Carlos IV de Luxemburgo, por lo que Luis el Grande tomó de inmediato por esposa a Isabel, hija del regente de Bosnia, que le dio tres hijas: Catalina (1370), María (1371) y Eduviges (1373).
En Polonia, la secesión del trono se hallaba en cuestión, pues el rey Casimiro III, tío de Luis el Grande no tenía hijos varones, así que decidió nombrarle heredero. En 1370 murió Casimiro y Luis fue elegido como rey de Polonia (lo que posteriormente también generó conflictos sucesorios, pues Luis no tenía hijos varones) y gobernaría durante doce años ambos países, manteniendo, a la vez, su influencia política en la península itálica.
Los turcos otomanos asaltaban el país con una frecuencia cada vez mayor. En 1366 y 1367, Luis había dirigido con éxito varias campañas contra el turco (batalla de Nicópolis, 1366), convirtiendo en vasallos a los estados balcánicos. Para 1375 Luis el Grande estaba luchando contra los turcos otomanos que ya habían invadido el Principado de Valaquia y comenzaban a acercarse peligrosamente al reino de Hungría amenazando al mundo cristiano. En 1381 terminó dicha guerra y el tratado de Turín le aseguró los territorios de Dalmacia, así como una situación amistosa con sus vecinos austríacos y checos. 
Seguía pendiente la sucesión en Nápoles (Juana aun gobernaba, pero a pesar de haber tenido 4 esposos, no tenía ningún heredero) y Luis I nombró a Carlos de Eslavonia como heredero al trono nápolitano. Carlos era bisnieto del fallecido rey Carlos II de Nápoles y Sicilia y durante los conflictos militares había sido llevado a Hungría, donde creció en la corte real y tenía muchos simpatizantes entre los nobles. Pronto Carlos avanzó hacia Nápoles con los ejércitos húngaros encabezados por Juan Horváti y tomó el reino italiano, haciéndose coronar como rey Carlos III de Nápoles y mandando estrangular a la reina Juana en la fortaleza de Muro.
Durante su reinado Luis trasladó la Sede real húngara a la fortaleza de Diósgyőr, que remodeló y enriqueció. Debido a una enfermedad de la piel, Luis se volcó en la devoción cristiana durante los últimos años de su vida. Falleció en 1382 sin dejar herederos varones. En la historiografía húngara, Luis fue considerado durante siglos como el rey húngaro más poderoso que gobernó un imperio «cuyas costas eran bañadas por tres mares».

### María I de Hungría (1382-1385)

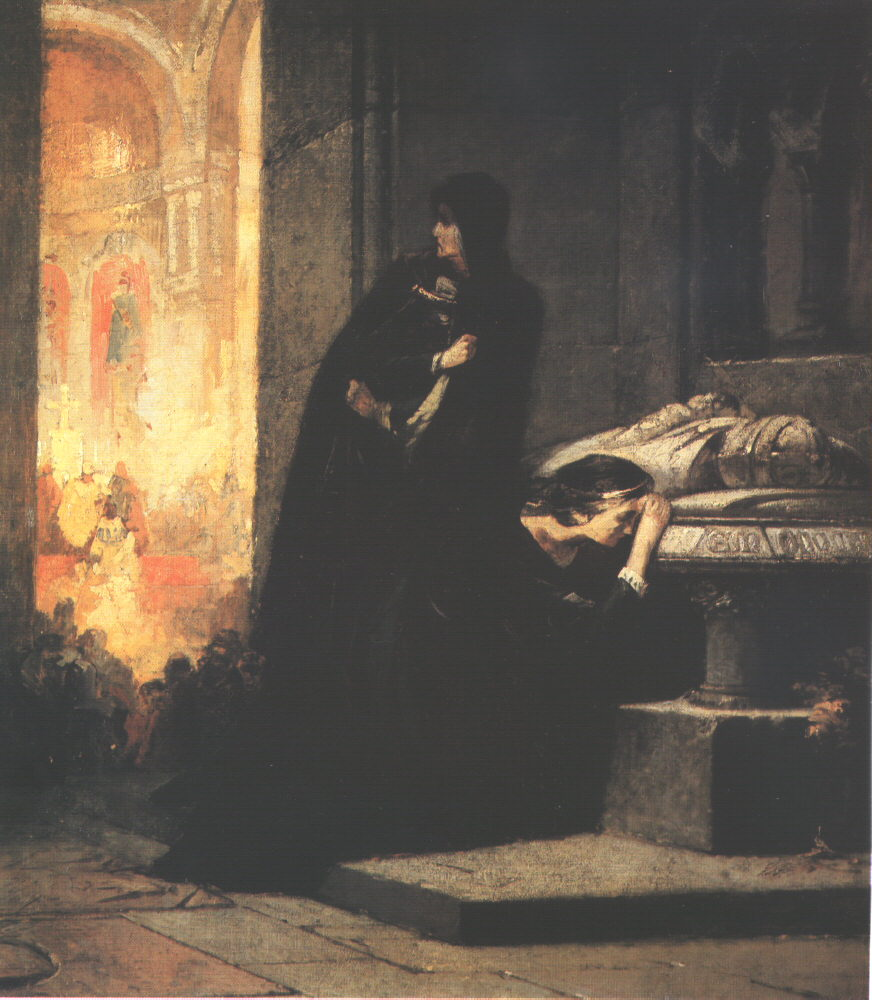
La reina viuda Isabel Kotromanić y su hija María junto al sepulcro de Luis I el Grande. Obra de Alexander von Liezen-Mayer.

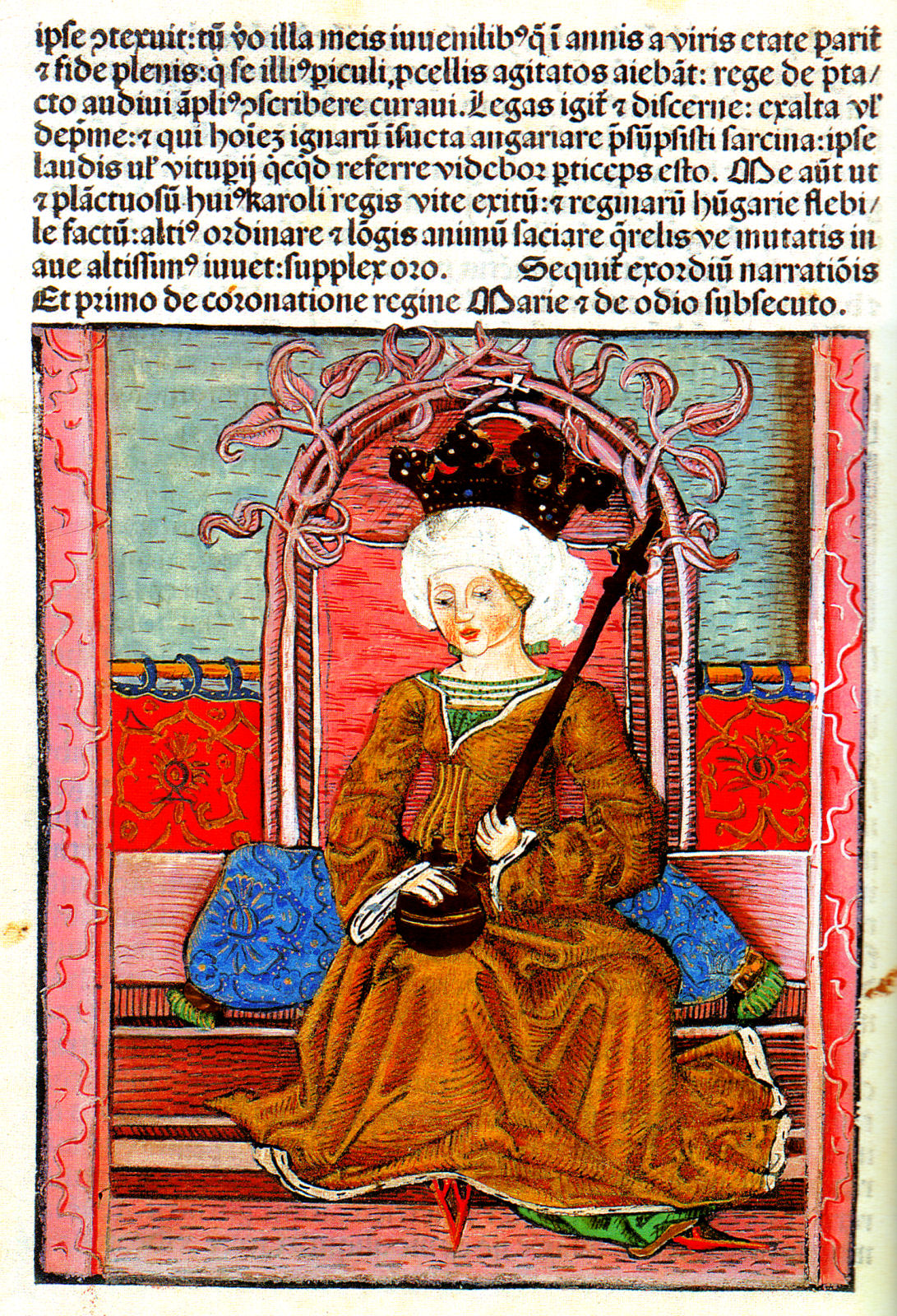
La Reina María.

Al morir Luis el Grande sin herederos varones, su hija María fue coronada como reina (r. 1382-1385). Sería la única reina por derecho propio de la Hungría medieval (no reina consorte, lo que sería en 1386-1395).
En el invierno de 1379 María había sido comprometida con Segismundo de Luxemburgo, el hijo del emperador alemán Carlos IV de Luxemburgo, y en septiembre de 1382 fue coronada como reina de Hungría. Sin embargo, el poder real recaía en su madre, la reina Isabel, y en el regente Nicolás Garai. Segismundo había vivido un par de años en su infancia en la corte del rey Luis I, lo que lo ayudó a adoptar el idioma y costumbres húngaras, así como a ganar adeptos entre la nobleza del reino. Sin embargo, no todos apoyaban a Segismundo: la nobleza húngara estaba dividida: una parte apoyaba solamente a la reina y a su madre; otra, la unión de María y Segismundo, para que este pudiese gobernar; y un tercer grupo apoyaba al rey napolitano, Carlos III de Nápoles, el último heredero vivo de los Anjou, quien había vivido un largo tiempo en la corte de Luis I y gobernado la región de Eslavonia.
La reina viuda, Isabel, odiaba a Segismundo, e intentó valiéndose de todas sus estrategias que su hija se casase con el hermano menor del rey Carlos IV de Francia; aunque logró que el compromiso se formalizara, nunca se llegó a consumar. En septiembre de 1385,  Carlos III aceptó la propuesta de algunos nobles y desembarcó en Senj en Dalmacia, marchando a Zagreb. Segismundo llegó a Buda y convenció a la reina madre para que consentiese su matrimonio con María. La ceremonia tuvo lugar en la ciudad en octubre, pero Segismundo no fue coronado rey ni recibió ninguna función gubernamental. La reina madre convocó a una nueva dieta y María ratificó nuevamente las libertades de los nobles, pero el régimen de las reinas seguía siendo impopular. Segismundo abandonó Buda e hipotecó los territorios al oeste del río Vág a sus primos moravos. Mientras tanto, Carlos III de Nápoles partió de Zagreb y anunció que quería restablecer la paz y el orden público en Hungría. La asamblea nacional en Buda hizo renunciar al trono a la reina para colocar a Carlos, quien fue coronado el 31 de diciembre de 1385 como Carlos II de Hungría frente a las propias exreinas María e Isabel. Carlos II no las detuvo y les permitió que continuaron viviendo en el palacio real en Buda. La reina madre y Nicolás Garai decidieron en secreto deshacerse de Carlos II. Convencieron a Blaise Forgách, maestro de los coperos, de unirse a ellos y le prometieron tierras si asesinaba al rey. A petición de la reina Isabel, Carlos II las visitó el 7 de febrero y en la reunión, Blaise atacó al rey, hiriéndole gravemente en la cabeza. Carlos II fue llevado al castillo de Visegrád, donde murió el 24 de febrero. habiendo durado apenas 38 días en el trono.
María fue restaurada en el trono y su madre siguió gobernando en su nombre. Sin embargo, los hermanos Horvat se alzaron en rebelión en nombre del hijo del rey asesinado, Ladislao I de Nápoles. Segismundo, y su hermanastro, Wenceslao de Bohemia, invadieron la Alta Hungría en abril. Después de semanas de negociaciones, las reinas reconocieron el estatus de Segismundo como consorte en un tratado que se firmó en Győr a principios de mayo. También confirmaron la hipoteca de Segismundo sobre las tierras al oeste del Vág a favor de Jobst y Prokop de Moravia. Luego de la firma del tratado, las reinas regresaron a Buda y Segismundo se dirigió a Bohemia, lo que sugiere que no estaba satisfecho con el tratado.
El 25 de julio de 1386, mientras las reinas viajaban por los territorios del sur creyendo que su presencia acabaría con las protestas, fueron apresadas por los partidarios del asesinado Carlos II y encerradas en el castillo de Gomnec, una fortaleza del obispado de Zagreb. El maestro de copas y Nicolás Garai fueron asesinados frente a las dos reinas y sus cabezas fueron enviadas a la viuda del rey a Nápoles. Las dos reinas fueron llevadas a Krupa y de allí al castillo de Novigrad en la costa del mar Adriático. Los barones o la dieta eligieron nádor a Esteban Lackfi y regente a Segismundo de Luxemburgo. Los secuaces de Juan Horvat estrangularon a la reina Isabel en presencia de María a principios de enero. En el mismo mes, Segismundo invadió Eslavonia, pero no pudo vencer a los rebeldes.
Aprovechando la anarquía en Hungría, las tropas polacas invadieron Hálych y Lodomeria en febrero. Solo Vladislao II de Opole, que reclamaba ambos reinos, protestó contra tal acción. Segismundo fue coronado rey el 31 de marzo cuando decidió que el reino ya no podría existir sin un gobernante efectivo. Uno de sus seguidores, Iván de Krk, asedió el castillo de Novigrad con la ayuda de una flota veneciana, al mando de Giovanni Barbarigo. Capturaron el castillo y liberaron a María el 4 de junio de 1387.

### Segismundo de Luxemburgo (1387-1437)

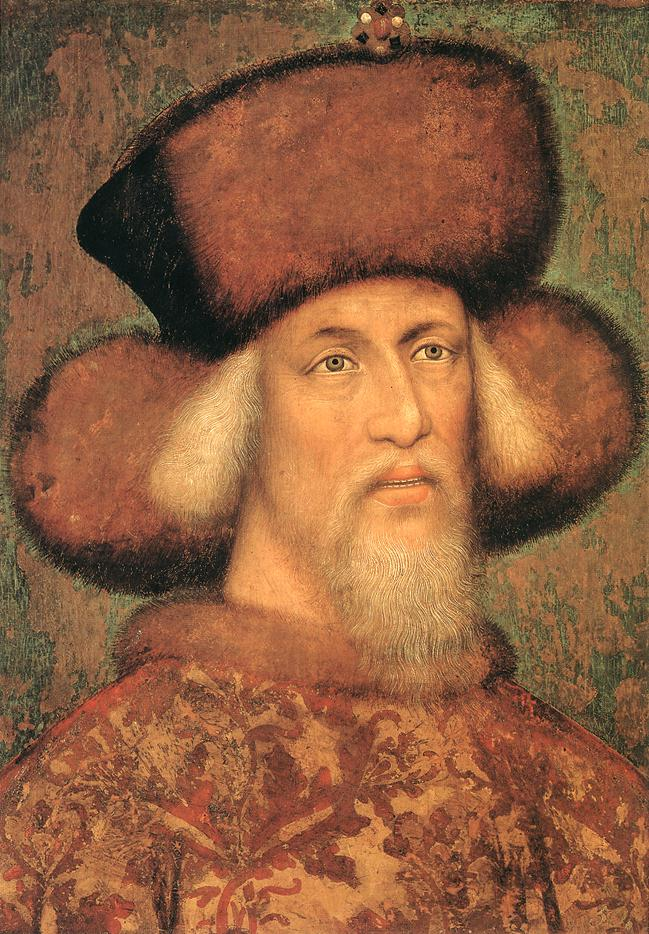
Segismundo de Hungría (r. 1387-1437), retrato de 1433.

Segismundo, tras la liberación de la reina María, compartió formalmente con ella durante un año el gobierno, pero después de 1388 maría ya no tomó parte en las decisiones políticas. Segismundo apaciguó el reino del mismo modo igual que otros reyes anteriores, cediendo importantes tierras y cargos de gobierno a sus partidarios y a los nobles descontentos, convirtiendo el país en grandes latifundios que perduraron casi medio milenio. Bajo Segismundo, la fortuna de Hungría comenzó a declinar y aunque la economía húngara continuaba siendo rica, los gastos de Segismundo superaban sus ingresos.  Incrementó los beneficios de la corona elevando los impuestos a los siervos y exigiendo pagos en moneda. (La primera revuelta campesina estalló cuando un obispo transilvano ordenó a sus súbditos el pago del diezmo en moneda en lugar de en especie.) Muchos nobles despreciaban al nuevo rey por su crueldad durante la lucha sucesoria, sus largas ausencias y sus costosas guerras exteriores.
En 1389, los turcos otomanos habían vencido en la batalla de Kosovo a una coalición de los Estados eslavos del sur, y Serbia pasó a ser un vasallo del Imperio otomano. Eso modificó el "vecindario" del reino de Hungría, colocando a los otomanos como una amenaza muy cercana. En 1390 comenzaron las incursiones turcas por los territorios húngaros del sur, y no bastando ello, Segismundo tuvo que hacer frente en 1391 a aquellos nobles húngaros, que a pesar de haber recibido territorios, se sentían excluidos del gobierno. Los nobles colocaron a la cabeza de su movimiento al hijo de Carlos II, Ladislao I de Nápoles, para vengar así la muerte de su padre y reclamar el reino de Hungría. 
En 1392, Segismundo condujo una campaña contra los turcos en territorio húngaro y en 1395 los combatió en Valaquia y Moldavia. En ese mismo año, la reina María falleció después de caer del caballo durante una cacería, dejando viudo al rey Segismundo. Segismundo encabezó una cruzada contra los otomanos en 1396, pero fue derrotado en la batalla de Nicópolis, aunque pudo escapar con vida. Al poco tiempo
Los nobles húngaros aún descontentos se alzaron contra Segismundo en 1401 —encarcelándolo temporalmente— y en 1403 — coronando a un antirrey que no consiguió asentarse, pero que vendió Dalmacia a la República de Venecia, sin que Segismundo pudiera luego recuperarla— y en ambas ocasiones salieron derrotados. Segismundo continuó en el poder durante los siguientes cuarenta años sin ninguna clase de obstáculo sucesorio. En 1404, promulgó la Placetum Regium, por la que ningún mensaje o bula papal podría ser proclamado en Hungría sin la autorización real.
En 1408, Segismundo fundó la Orden del Dragón, una sociedad de caballería laica que agrupaba bajo su figura a toda la élite y a las dignidades del reino húngaro y de los príncipes vecinos que se hallaban bajo su influencia, en la que ingresaron los nobles más poderosos del reino, entre otros Nicolás Garai el joven, Armando II de Celje y Stibor de Stiboricz. En 1409 y 1410 enfrentó a la Orden Teutónica. Desde 1411 cuando fue nombrado rey de Alemania, hasta 1413 guerreó contra Venecia. En 1414, el rey Segismundo convocó el Concilio de Constanza, que puso fin al Cisma de Occidente en la Iglesia católica con la elección de un nuevo papa.
En 1419 murió su hermanastro, el rey bohemio Wenceslao de Luxemburgo, y Segismundo heredó su trono. Debió enfrentar las «guerras husitas» en la década de 1420, en las que contó con el apoyo del duque austríaco Alberto de Habsburgo, del cual se volvió un cercano aliado y protegido (el padre de Alberto, el fallecido duque Alberto IV de Austria ya era persona de extrema confianza de Segismundo en su época). Esas buenas relaciones finalmente propiciaron que en Bratislava, el 28 de septiembre de 1421, Alberto tomase por esposa a Isabel de Luxemburgo, hija del rey Segismundo. Alberto tomó parte activa entonces en la política exterior de Segismundo, ocupando el lugar de un heredero de facto del trono de Hungría.
En 1424 se terminaron las remodelaciones y el palacio en Buda, su sede real, entonces el mayor palacio gótico de la Baja Edad Media. Pero los otomanos no le dieron oportunidad de descansar al rey, pues en 1427 atacaron y ocuparon la fortaleza de Golubac a orillas del Danubio, en el suroeste del reino de Hungría. En 1433, sería proclamado emperador del Sacro Imperio Romano Germánico.
Segismundo murió el 9 de diciembre de 1437, después de librar incontables batallas y resistir los ataques turcos contra Europa, sin dejar descendencia masculina.

### Alberto I de Hungría (1437-1439)

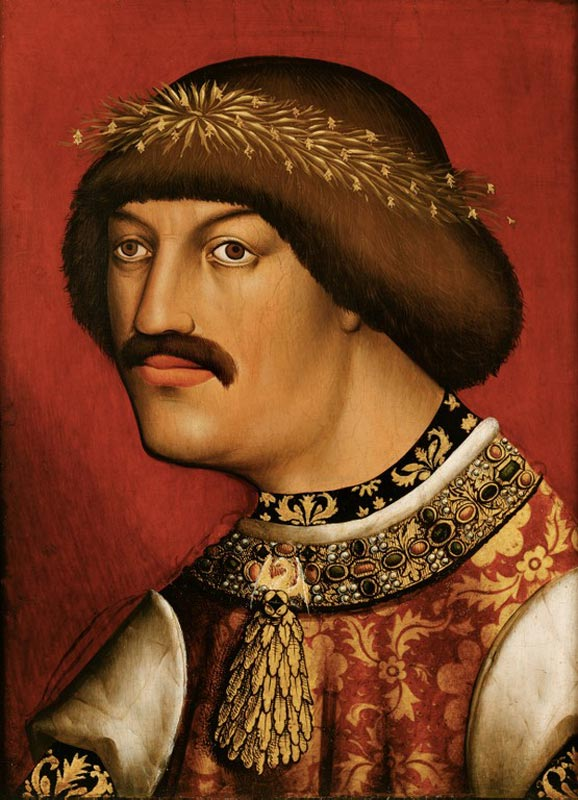
Alberto de Habsburgo, rey de Hungría.

Un reducido grupo de nobles húngaros llevaron a Alberto de Habsburgo a Bratislava (una de las ciudades más importantes del Reino de Hungría en la época), donde fue elegido rey el 18 de diciembre de 1437 con la condición de que no aceptase el título de emperador del Sacro Imperio Romano Germánico, que también había tenido Segismundo. La coronación de Alberto como Alberto I de Hungría se llevó a cabo el 1 de enero de 1438 en la ciudad de Székesfehérvár por el arzobispo de Esztergom, y la de Isabel por el obispo de Veszprém. Un par de meses después, el 18 de marzo fue elegido en Fráncfort del Meno como Rey de Romanos. Sin embargo, durante su breve reinado no se llegó a celebrar la ceremonia de coronación como monarca germánico. Al poco tiempo, el 6 de mayo fue reconocido por los nobles checos y entonces elegido rey de Bohemia y fue coronado en Praga el 29 de junio (después de una sofocar conspiración de su suegra Barbara de Celje, en que se vio forzado a guerrear contra los polacos de Silesia por el trono).
La corte de Alberto se fijó en Buda, desde donde dirigió y gobernó los demás Estados de los que era soberano. Sin embargo, Alberto debió viajar constantemente durante su reinado, periodo durante el cual la nobleza húngara se fue aferrando al poder, y finalmente terminaron gobernando ellos. Ante eso, en 1439 se reunieron los nobles en Buda, donde le recordaron al monarca sus obligaciones referentes a las invasiones turcas cada vez más cercanas a las ciudades principales. Ese mismo año hizo una incursión militar en Transilvania contra los turcos, después de haber nombrado regente de este territorio a Juan Hunyadi. En el mismo año guerreó también contra los turcos en Serbia, siendo derrotado en Szendrő falleciendo de disentería el 27 de octubre de 1439 cerca de Esztergom. (La primera traducción al húngaro de la Biblia data de este año 1439, pero la Biblia en húngaro era ilegal en esa época.)

### Ladislao V el Póstumo y Vladislao I: la época del conde Juan Hunyadi (1440-1457)

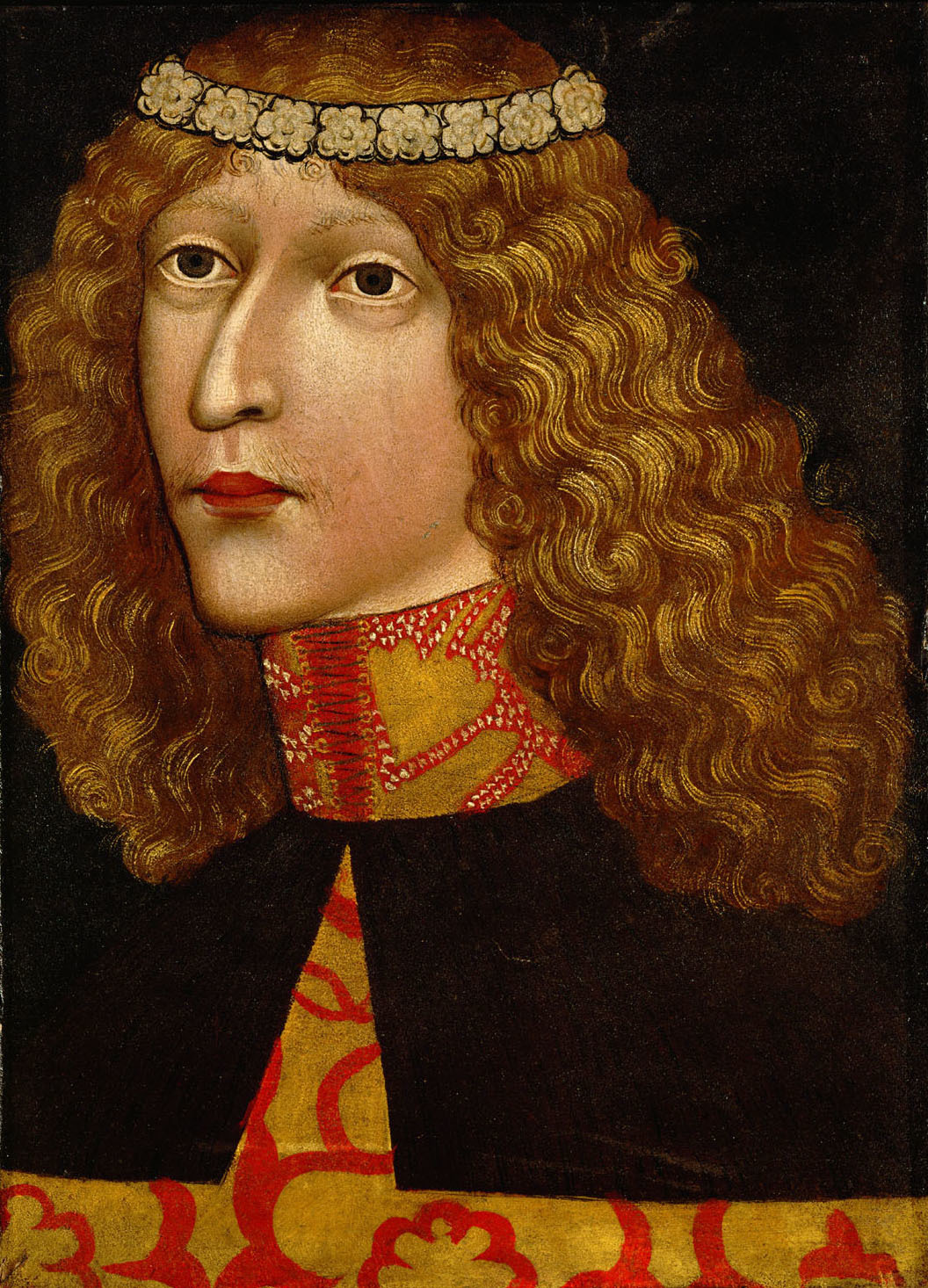
Ladislao V el Póstumo, que murió a los 13 años de edad.

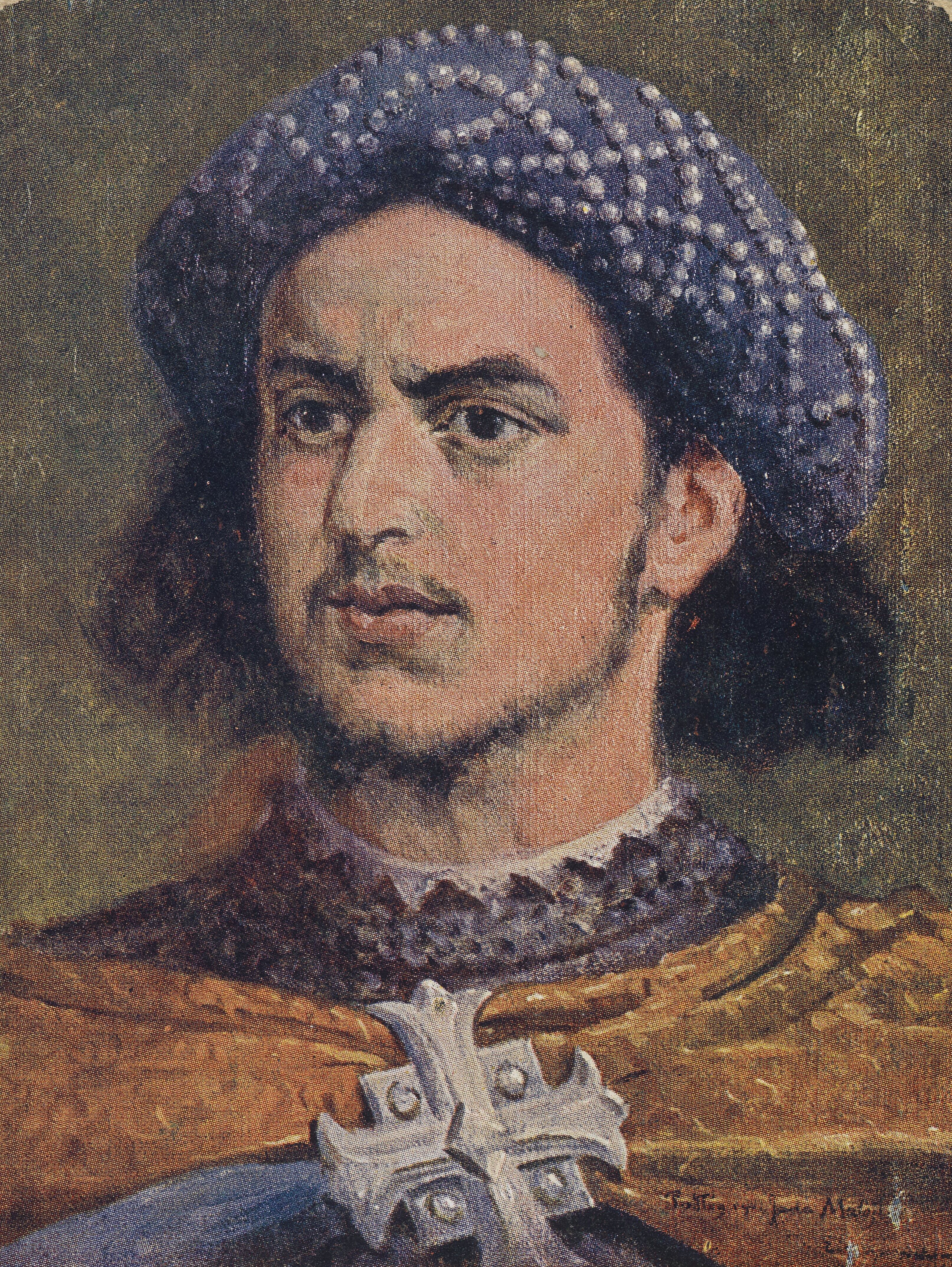
Vladislao I de Jagellón, rey de Hungría.

Su viuda Isabel dio a luz el 22 de febrero de 1440 a su hijo Ladislao V el Póstumo —llamado así por ser hijo póstumo de Alberto II—, y antes de cumplir los tres meses, lo hizo coronar el 15 de mayo por el arzobispo de Esztergom, trasladándose rápidamente a Székesfehérvár con la Santa Corona húngara (después de que una de sus damas la hubiese robado subrepticiamente del castillo de Visegrád) . Toda esta situación llena de acciones clandestinas había estado motivada por las amenazas de un grupo de nobles húngaros que pensaban que un recién nacido con un regente que gobernase en su nombre no era una situación adecuada en ese momento. No reconocieron la coronación del recién nacido y encabezados por el Nádor de Hungría Lorenzo Hédervári, llamaron al rey polaco Vladislao III Jagellón, para que ocupase el trono de Hungría, siendo este coronado el 17 de julio.  Ante esto la reina viuda huyó con su hijo a Bratislava, y como muchos nobles húngaros no la apoyaron, continuó su viaje hacia el duque de Estiria Alberto VI, y luego hacia el hermano de este, Federico III de Habsburgo, quienes cuidaron del pequeño rey y de su madre. En el verano estalló una guerra civil entre los dos bandos que apoyaban a cada rey, que duró dos años, hasta que a mediados de 1442 se firmó la paz en Győr, después de que sus comandantes Nicolás Újlaki y Juan Hunyadi hubiesen logrado varios éxitos en la contienda.
Los siguientes dos años (1443-1444), Vladislao I dirigió su atención hacia la lucha contra los turcos, usando como brazo ejecutor a Juan Hunyadi. Hunyadi creó un ejército mercenario financiado por el primer impuesto de la historia de Hungría que afectó a la nobleza. Si bien no se alcanzaron grandes victorias en dichas campañas —derrotó a los otomanos en Transilvania en 1442 y consiguió romper el dominio turco en Serbia en 1443—, en agosto de 1444 se firmó la paz con el sultán Murad II en la ciudad húngara de Nagyvárad. Sin embargo, ese tratado no sería respetado por Vladislao I, y sus tropas sufrieron una importante derrota en la batalla de Varna, terminando con la muerte de Vladislao I.
Después de la muerte de Vladislao I, la nobleza húngara y morava usó su influencia para liberar al joven Ladislao V de la corte de su tutor, el emperador Federico III de Habsburgo y nombró en 1446 a Juan Hunyadi regente de Hungría, hasta que el pequeño Ladislao alcanzase la edad de gobernar. Hijo de un noble menor de ascendencia valaca o cumano, Hunyadi se había distinguido en las guerras contras los otomanos. Ascendido a general, había sido gobernador militar de Transilvania, era uno de los mayores propietarios de Hungría, y héroe de guerra. Usó su patrimonio personal y el apoyo de sus partidarios para alcanzar la Regencia pese a la oposición de los magnates.
Juan Hunyadi luchó incansablemente contra los otomanos hasta que en 1452 renunció a su cargo de regente de Hungría en Viena y Ladislao V fue coronado como rey checo en Praga tiempo después. Juan Hunyadi mantuvo su cargo de capitán general del ejército húngaro y en 1456 obtuvo una enorme victoria en Belgrado sobre las huestes del sultán turco Mehmed II, que fracasaron en el sitio de Belgrado. Las tropas húngaras estuvieron asistidas en gran parte por contingentes de campesinos al mando del fraile italiano Juan Capistrano, quien predicó en Hungría para llevar a cabo una guerra santa contra los turcos invasores. Durante el asedio, el papa Calixto III ordenó que las campañas de todas las iglesias sonaran al mediodía, llamando a los creyentes a la oración para defender la ciudad. Sin embargo, en muchos países (como Inglaterra y los reinos hispánicos), las noticias de la victoria llegaron antes que la orden papal, por lo que el sonido de las campanas se transformó en una muestra de alegría. Ni Capistrano ni Hunyadi sobrevivieron mucho tiempo después de su gran victoria, cuya noticia se difundió por toda Europa. Ambos cayeron víctimas de la peste bubónica y fallecieron en su campamento militar en 1456.
Tras la muerte de Juan Hunyadi, el cargo de capitán general del país recayó en Ulrico II de Celje en 1456, tío de Ladislao V. Ulrico de Celje avanzó al poco tiempo con sus tropas hacia Nándorfehérvár, y después de una discusión verbal con Ladislao Hunyadi, hijo de Juan Hunyadi (quien se había convertido en el cabeza de la familia), Ulrico fue asesinado por los hombres de Hunyadi. Ante esto, el joven rey Ladislao V accedió a concederle el perdón y no tomar represalias contra los Hunyadi. Pero en cuanto se vio seguro en Buda, Ladislao V hizo arrestar a los dos hermanos (Ladislao Hunyadi y Matías Hunyadi), siendo condenado el primero por un tribunal real y posteriormente decapitado.
Matías permaneció en cautiverio en una pequeña casa en Buda. Su madre y su tío Miguel Szilágyi protagonizaron una rebelión contra el rey y ocuparon grandes territorios en las regiones al este del río Tisza. El rey Ladislao V huyó a Viena a mediados de 1457 y luego a Praga en septiembre, llevándose consigo a Matías. La guerra civil entre los rebeldes y los barones leales al monarca continuó hasta la muerte repentina del joven rey el 23 de noviembre de 1457, cuando se declaró una terrible peste en la capital donde se hallaba preparando su matrimonio con Magdalena, la hija del rey Carlos VII de Francia. El regente husita de Bohemia, Jorge de Podiebrad, mantuvo cautivo a Matías en Praga.

### Matías Corvino y el absolutismo (1458-1490)

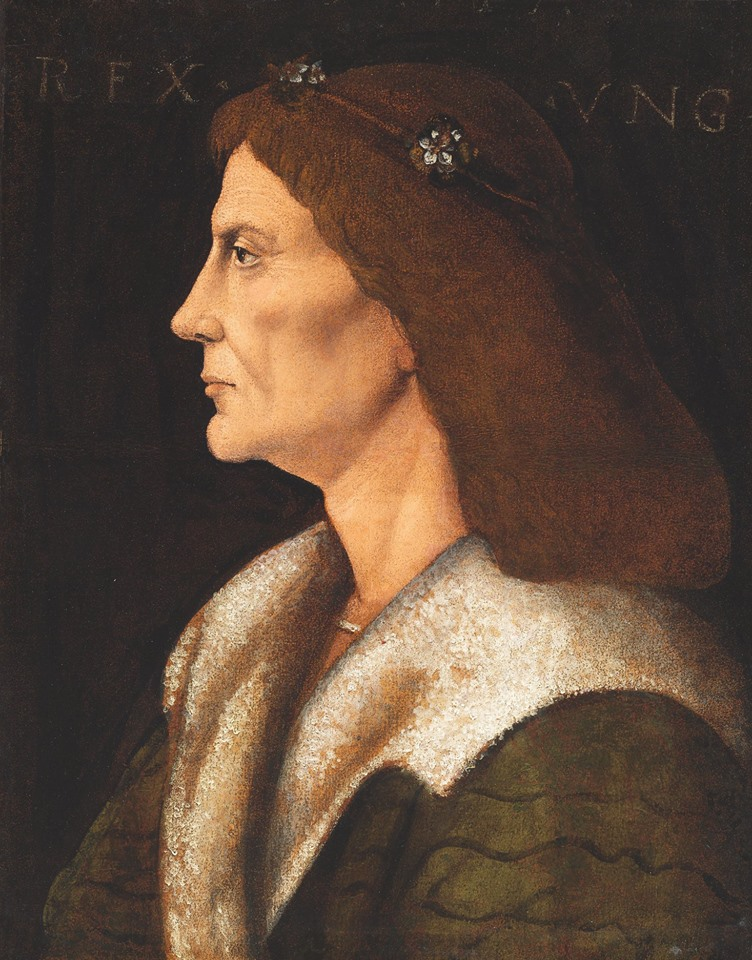
Matías Hunyadi, rey de Hungría (retrato atribuido a Andrea Mantegna)

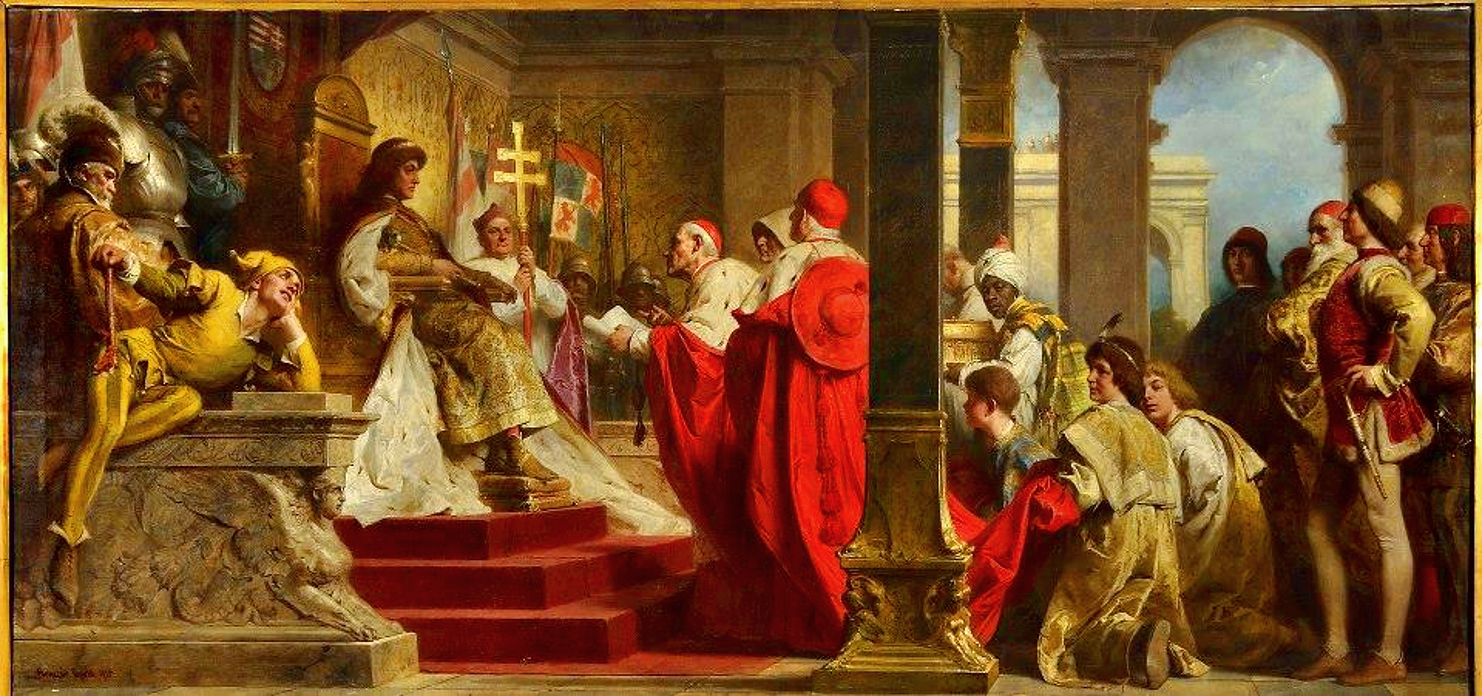
Matias recibe a los legados papales (Gyula Benczúr, 1915)

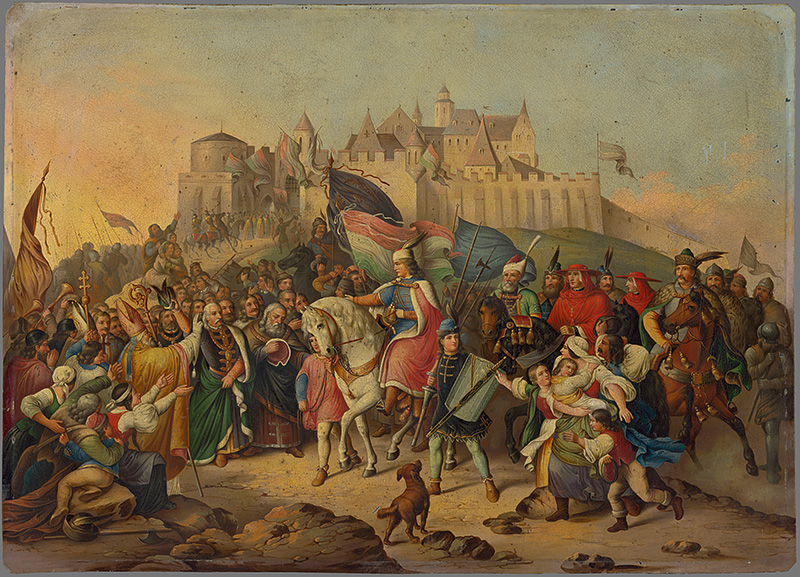
El rey Matías arriba a Buda] (Henrik Weber, 1846)

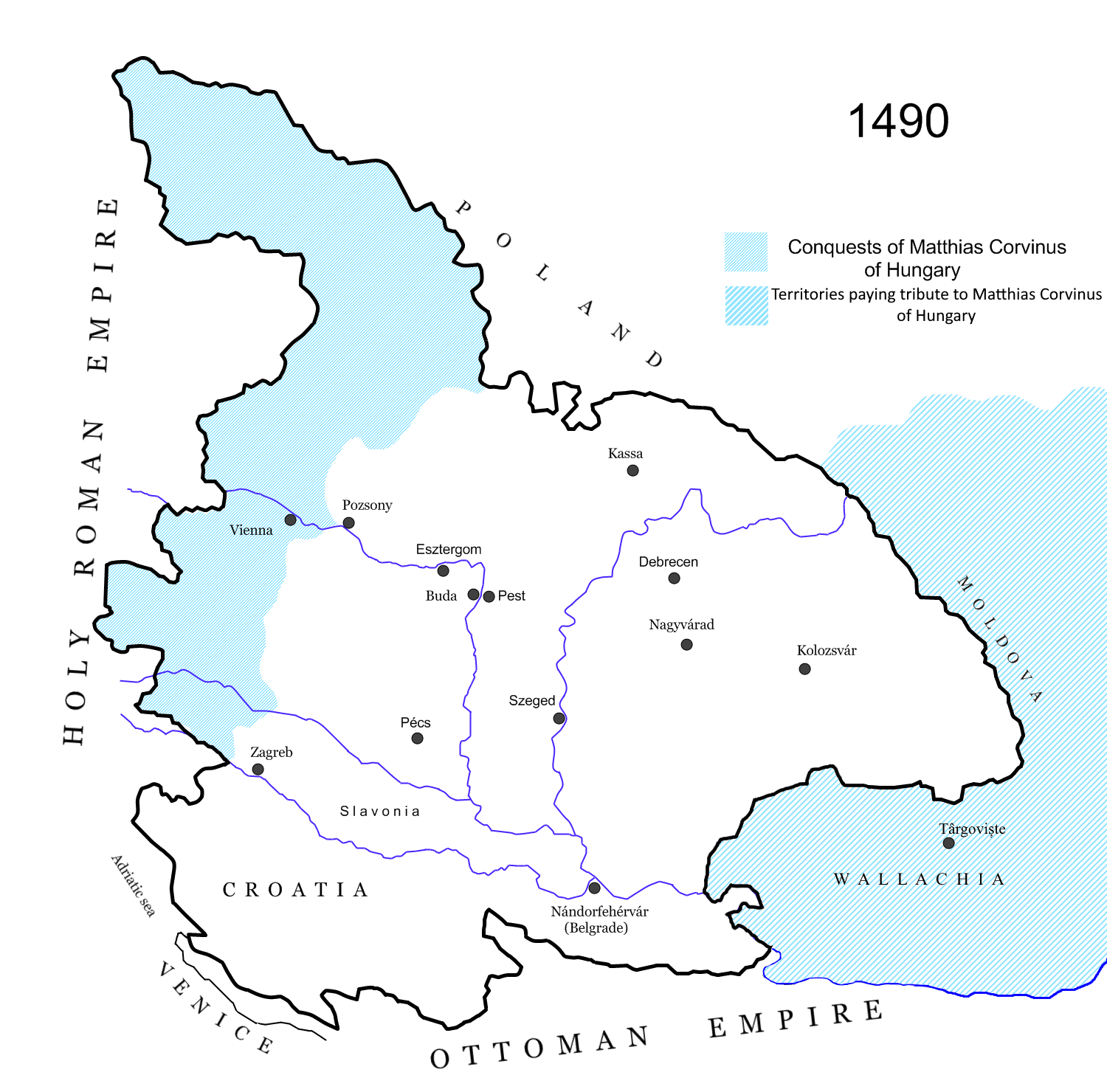
El imperio de Matías hacia 1490 (las conquistas occidentales en azul)

La hermana mayor de Ladislao V, Ana y su esposo, Guillermo III, landgrave de Turingia, reclamaron su herencia, pero no recibieron apoyo de los estamentos. En enero de 1458, se convocó a la Dieta de Hungría en Pest para elegir un nuevo rey. El legado apostólico del papa Calixto III, el cardenal Juan de Carvajal hizo campaña a favor de Matías. Era la manera de acabar la guerra civil. Ladislao Garai fue el primer barón en avenirse a aceptar a Matías y en una reunión con la madre y el tío del aspirante, prometió que él y sus aliados apoyarían la elección; Szilágyi le aseguró que su sobrino no se vengaría por el ajusticiamiento de su hermano Ladislao. Szilágyi llegó a la Dieta al frente de quince mil soldados con los que amedrentó a los barones que se reunían en Buda. Intimidados, el 24 de enero los nobles acudieron al congelado río Danubio y proclamaron unánimemente rey a Matías (de 14 años). Al mismo tiempo, la Dieta nombró regente a su tío hasta que el joven Matías cumpliera la mayoría de edad. Szilágyi acordó con Jorge de Podiebrad la liberación de Matías a cambio de un escate y como parte del acuerdo, con la condición de que su hija Catalina Podiebrad se casase con el nuevo monarca (así ocurrirá en 1463 celebrándose la boda en Buda.)
Matías Corvino (r. 1458-1490) fue, con la única posible excepción de Juan I Szapolyai, el último rey de Hungría que gobernó efectivamente sobre todo el país. Era la primera ocasión en la Hungría medieval en que un miembro de la nobleza, sin ancestros o relaciones con la realeza, alcanzaba el trono real. Un auténtico príncipe del Renacimiento, exitoso militar y hábil administrador, sobresaliente lingüista, notable astrólogo y patrón de las artes y del conocimiento.
Cuando tomó las riendas de Hungría en sus manos, se esforzó por mantener la paz y apaciguar a los nobles húngaros que apoyaban al emperador Federico III de Habsburgo. Tras firmar la paz con el Sacro Imperio en 1463, condujo su ejército contra los turcos y reconquistó los territorios de Bosnia. En 1464 fue coronado, después de recuperar la Santa Corona húngara que se hallaba en manos del emperador. Después de haber sido coronado propiamente, Matías Hunyadi comenzó a reformar la cancillería húngara, así como la administración del tesoro nacional, y creó nuevos jurados en todo el reino. En 1467 realizó reformas en el sistema de impuestos para corregir las debilidades de los bienes reales, lo que logró que grandes cantidades de dinero entrasen en el tesoro real. Todos estos bienes los destinó a la creación de un ejército mercenario, conocido como el Ejército Negro de Hungría, con el que planeaba conquistar países vecinos y crear un nuevo imperio en la Europa central. Para iniciar esto, movilizó su ejército contra su suegro Jorge de Poděbrady, quien para ese momento había sido coronado rey de Bohemia y la gobernaba bajo la confesión cristiana reformada husita. El papa Paulo II convocó las fuerzas militares católicas de Matías para una guerra santa contra el rey bohemio. Si bien no logró ocupar el reino de Bohemia cuando lo atacó en 1468, su decepción aumentaría, cuando en 1471 sería nombrado rey checo Vladislao Jagellón, cerrándose su oportunidad de apoderarse de Bohemia. En este momento comenzó una guerra de Matías Hunyadi contra el nuevo rey de Polonia y Bohemia, la cual duró hasta 1478 y tuvo como uno de sus campos de batalla la región de Silesia en 1474. La paz sería firmada finalmente en 1479, mientras en el otro extremo del reino los comandantes de Matías, Pablo Kinizsi y Esteban Báthori, vencían a los turcos en Transilvania en ese mismo año. 
Por otra parte, condujo una larga campaña contra los turcos otomanos, durante la cual en (1475-1476) obtuvo varias victorias y en 1479 se enfrentó contra ellos en la región de Kenyérmező, batalla en la que Matías resultó victorioso. Matías Hunyadi dirigió sus tropas tres veces (1477, 1482 y 1485) contra el emperador Federico III de Habsburgo, ya que este mantenía pretensiones sobre el trono húngaro. En la tercera oportunidad, Matías derrotó al emperador y ocupó Viena, donde estableció su sede real húngara. De esta forma continuaría afianzando su dominio en las regiones bajas de Austria en 1487.
Aunque Matías reunía regularmente a la Dieta y aumentó el poder de la pequeña nobleza en los condados, ejerció su poder de un modo absoluto a través de la creación de una burocracia eminentemente laica. Reclutó un ejército de 30 000 hombres entre húngaros y extranjeros y fortificó la frontera sur del país con la creación de una red de castillos. Sin embargo, no desarrolló una política antiturca agresiva como su padre, sino que lanzó ofensivas, bastante impopulares contra Bohemia, Polonia y Austria bajo el pretexto de crear una potencia centroeuropea que pudiera plantar cara a los otomanos, pero con la intención última de convertirse en emperador del Sacro Imperio. Eliminó exenciones fiscales y aumentó las cargas sobre los siervos para financiar el nuevo ejército y los gastos de su corte. La nobleza protestó ante estas medidas, pero los siervos en general consideraron a Corvino un rey justo, ya que, aunque incrementó sus cargas, les defendió de modo efectivo contra los abusos de otros magnates. Reformó también el sistema legal del país, estimulando el crecimiento urbano.
Matías Corvino fue un auténtico hombre del Renacimiento, y convirtió su corte en un centro de irradiación de la cultura humanística; bajo su gobierno, en 1472], la imprenta llegó a Hungría y se creó una segunda Universidad en Budapest. La Bibliotheca Corvinniana, obra suya con más de 2500 tomos, era conocida en toda Europa. En ella se guardaba la mayor colección de documentos históricos y trabajos filosóficos y científicos durante el siglo XV, siendo superada únicamente por la Biblioteca Vaticana, que solo custodiaba materiales religiosos. Esta librería renacentista fue declarada Patrimonio de la Humanidad por la UNESCO. En 1465, a petición del rey húngaro, el papa Paulo II fundó la Universitas Istropolitana en la ciudad de Pressburg (hoy Bratislava), la cual se convirtió en uno de los centros culturales más importantes de la época en Europa central.
Durante su reinado y especialmente en la década de 1460 construyó un suntuoso palacio renacentista en Buda, reemplazando al anterior castillo de Buda y reformó el castillo de Visegrád, también al estilo renacentista. Se estableció una etiqueta al estilo napolitano, conjugando las costumbres húngaras con las italianas nobles de la época. Igualmente se abrieron las puertas a astrólogos, científicos y toda clase de intelectuales y artistas renacentistas, que poblaron la corte real.
Cuando Matías falleció en 1490 en Viena, al parecer a causa de un derrame cerebral (envenenado según algunas teorías), su imperio comprendía el reino de Hungría (que a su vez incluía al reino de Croacia), Bohemia, así como una parte de Austria.

## La dinastía Jagellon y la decadencia de Hungría (1490-1526)
Tras la muerte de Matías Corvino, el trono húngaro quedó vacante, pues no había dejado descendientes varones legítimos. La nobleza húngara se dividió en dos facciones, una que apoyaba a Juan Corvino, el hijo ilegítimo del fallecido rey que había sido reconocido por su padre y colmado con títulos y propiedades, y otra, encabezada por la reina viuda Beatriz de Aragón, que deseaba elegir y coronar a Vladislao Jagellón, el hijo del rey polaco Casimiro IV que ya había conseguido ser coronado como rey de Bohemia en 1471. Juan Corvino fue convencido para renunciar al trono y se marchó a las regiones fronterizas del Sur, creyendo que sería compensado con el reino de Bosnia, pero en realidad fue emboscado y expoliado del tesoro real. 
Vladislao Jagellón accedió al trono por vía materna, ya que era nieto del rey Alberto y, por vía paterna, era sobrino del rey Vladislao I. Entre las condiciones para ser coronado como rey húngaro se hallaba que debía tomar como esposa a Beatriz de Nápoles, la viuda del rey Matías que gozaba de muchos apoyos entre la nobleza; sin embargo, Vladislao ya había firmado años atrás un contrato nupcial con Bárbara de Brandenburgo, teniendo así un matrimonio no consumado como impedimento. Vladislao se casó con Beatriz y mudó pronto su sede real a Buda, siendo coronado al poco tiempo como Vladislao II de Hungría, Ulászló II para la historiografía húngara. La esfera de influencia checa aumentó de inmediato, y muchos nobles húngaros apoyaron al nuevo rey, considerando efectivamente que no había otro más capacitado para ocupar el trono húngaro, pues se requería de alguien que pudiese luchar contra los turcos, y que asistiese al reino con los ejércitos bohemios. Vladislao gobernó las dos naciones desde Buda hasta su muerte en 1516.. 

### Vladislao II (1490-1516)

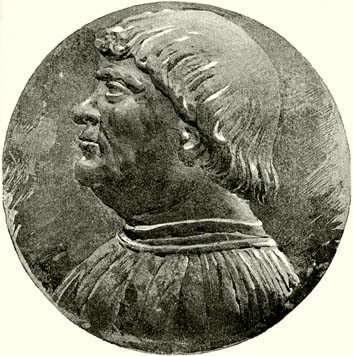
Tomás Bakócz, canciller de Hungría desde 1490 y arzobispo de Estrigonia.

Los magnates del reino, que no deseaban otro rey de mano dura, habían elegido bien ya que Vladislao II (r. 1490-1516) sería conocido como el rey Dobže, o Dobzse (que significa 'bueno' o, en otro sentido, 'de acuerdo') por su hábito de aceptar con esa palabra cualquier papel que se le pusiera delante. Durante su reinado las decisiones importantes fueron tomadas por el canciller húngaro Tomás Bakócz y luego por Jorge Szatmári, ambos posteriormente con destacados cargos eclesiásticos. Bakócz, que era miembro del consejo real de Matias Corvino, fue, desde 1490 hasta su muerte en 1521, el principal estadista de Hungría y el principal responsable de su política exterior: gracias a sus esfuerzos, Hungría no accedió a la liga de Cambrai, fue consistentemente amiga de Venecia y formó un pacto familiar con los Habsburgo. 
Bajo el reinado de Vladislao II, el poder central comenzó a atravesar serias dificultades financieras, debido principalmente a la ampliación de territorios feudales a expensas del patrimonio real. A instancias de la nobleza, el rey abolió los impuestos creados por Corvino y que servían para financiar el ejército húngaro, con lo que este se dispersó justo cuando la amenaza turca era más acuciante. Los magnates desmontaron también el sistema administrativo creado por Corvino y se enfrentaron a la pequeña nobleza. En 1492, la Dieta limitaba la libertad de movimiento de los siervos y ampliaba sus obligaciones, mientras que una parte importante de campesinos libres conseguía prosperar gracias a la exportación de ganado a Occidente.
El descontento rural estalló en 1514 cuando un grupo de campesinos armados que iban a unirse a una cruzada contra los turcos se rebeló bajo las órdenes de György Dózsa (un capitán de la guardia de fronteras) y atacó numerosas propiedades por toda Hungría. Unidos frente a esta amenaza común, alta y pequeña nobleza derrotaron finalmente a los rebeldes, tras lo que Dozsa y los otros líderes fueron cruelmente ejecutados. Conmoncionados por la rebelión campesina, la Dieta de 1514 aprobó nuevas leyes que vinculaban definitivamente a los siervos a la tierra y aumentaban aún más sus cargas. El castigo corporal se extendió, y algunos nobles incluso amarraban a sus siervos como si fueran rebaños. El jurista István Werbőczy incluyó estas nuevas leyes en su Tripartitum de 1514, una recopilación del derecho consuetudinario húngaro que constituiría el espíritu del corpus legal del país hasta la revolución de 1848. Sin embargo, Tripartitum nunca fue aprobado como tal y en él se reconocía al rey y a los magnates húngaros igual poder: los nobles reconocían al rey como su superior, pero, a cambio, se les otorgaba la prerrogativa de elegir al rey. Tripartitum, además, eximía a la nobleza del pago de impuestos, obligaba a prestar servicios militares solo en caso de guerras defensivas, y les permitía realizar arrestos arbitrarios con total inmunidad.

### Luis II y victoria de los turcos (1516-1526)

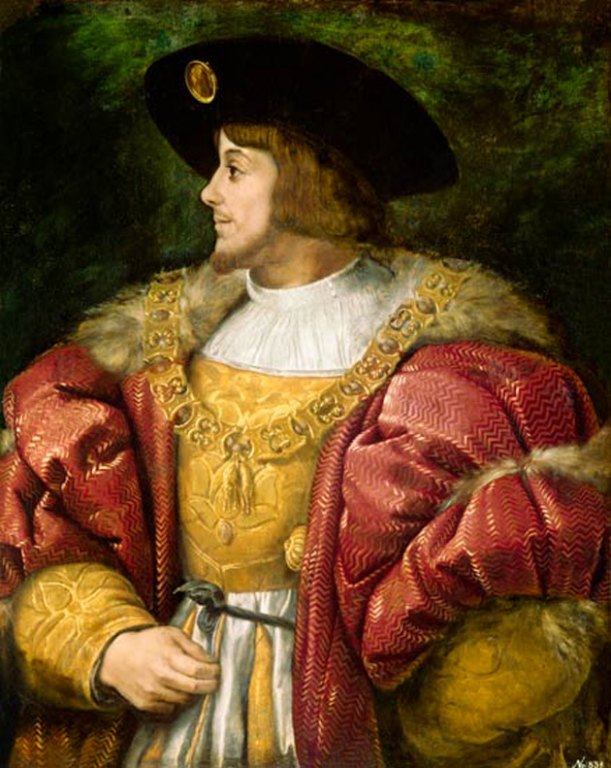
Luis II de Hungría

Cuando Vladislao II murió en 1516, su hijo de diez años Luis II fue coronado rey de húngaros y bohemios. Luis había nacido en Hungría, dominaba el idioma y había adoptado las costumbres húngaras. Pero siendo menor un Consejo Real designó a la Dieta para que gobernara el país. Hungría estaba al borde de la anarquía por las luchas nobiliarias. Las arcas reales estaban exhaustas, y el rey tuvo que pedir dinero prestado para mantener su hacienda, pese al hecho de que recibía un tercio de los ingresos nacionales. El país se encontraba indefenso frente a amenazas exteriores: los guardias fronterizos no recibían su paga, las fortalezas se desmoronaban por la falta de mantenimiento y las iniciativas para incrementar los impuestos que permitieran reforzar las defensas eran desestimadas.
Se enfrentó a la más grande amenaza de su tiempo, ya que el sultán Solimán el Magnífico había lanzado su ejército hacia Europa y en 1521 había conquistado Belgrado a pesar de la heroica defensa de húngaros y serbios. El comandante húngaro de la ciudad, el conde Valentín Török, apenas logró escapar; cayó así la última ciudad fronteriza de los húngaros y el camino a Buda, la residencia real, quedó expedito. El mundo cristiano católico se veía severamente amenazado, no solo por la inminente invasión turca, sino por el levantamiento por toda Europa de los protestantes, seguidores de Martín Lutero, contra la Iglesia católica. En 1523, la Gran Asamblea de Buda decretó que todos aquellos luteranos que enfrentasen directamente a la Iglesia y no pagasen el diezmo, serían condenados a perder sus bienes, en aras de mantener el orden en el reino.
Luis II y su esposa, María de Habsburgo trataron de organizar un golpe de Estado contra la nobleza, pero fracasaron. En agosto de 1526, Soleimán entró en Hungría al frente de 100 000 hombres. Las tropas húngaras estaban aún organizándose cuando un ejército húngaro formado por 26 000 se enfrentó a los turcos en la batalla de Mohács; los europeos eran hombres bien entrenados y pertrechados, y estaban esperando refuerzos checos, croatas y transilvanos, no llegaron a tiempo, pero carecían de líder militar. Sufrieron una tremenda derrota, dejando 20 000 muertos en el campo de batalla, entre ellos el propio rey, que falleció al caer del caballo. Todos los principales jefes militares húngaros también perecieron en la batalla: el arzobispo de Esztergom Ladislao Szalkai, el arzobispo de Kalocsa Pablo Tomori y el conde Jorge Szapolyai. Con esa derrota comenzó en Hungría un periodo de más de siglo y medio de batallas entre húngaros y turcos, así como la posterior división del reino en tres partes.